# 円谷英二
円谷 英二（つぶらや えいじ、1901年〈明治34年〉7月7日 - 1970年〈昭和45年〉1月25日）は、日本の特撮監督、映画監督、撮影技師、発明家、株式会社円谷特技プロダクション（現在の円谷プロダクション）の初代社長。福島県岩瀬郡須賀川町（現在の須賀川市）出身。本名は圓谷 英一（つむらや えいいち）。

サイン

## 概要
昭和における特殊撮影技術の第一人者であり、独自に作り出した技術で特撮映画界に多大な功績を残したことから、特撮の神様とも呼ばれる。円谷の人生は、活動大写真と呼ばれた明治時代の黎明期から、映画斜陽期を迎えた東宝解体までの日本映画界の歴史と重なっている。
一家は全員カトリック教徒で、英二の洗礼名はペトロ。墓所は東京都府中市のカトリック府中墓地にある。
「円谷」表記は結婚を機に用いるようになったとされるが、1957年の東宝特撮映画『地球防衛軍』などでは、圓谷英二の表記名でクレジットされていた。初期や終戦後の一時期には本名でも活動していた。終戦後の本名名義は、戦争責任の追及を逃れるためであったとされる。

## 生涯

### 生い立ち
1901年（明治34年）7月7日、福島県岩瀬郡須賀川町（現：須賀川市）で生まれた。生家は大束屋（おおつかや）という糀業を営む商家だった。
1904年（明治37年）、母セイが次男出産後に病死（享年19）。婿養子だった父の白石勇は離縁され、祖母ナツに育てられた。また、5歳年上の叔父一郎が、兄のように英一を助け、可愛がっていた。ナツの家系には、江戸中期に日本へ銅版画や洋画を持ち込んだ亜欧堂田善がおり、後に英二は自身の手先の器用さは田善に由来するものであると考えていることを語っていた。
1908年（明治41年）、須賀川町立尋常高等小学校尋常科に入学。自宅敷地内の蔵の二階を私室としてあてがわれ、水彩画に没頭する。絵の腕は大人も驚く出来だったが、あまり外向的な子供ではなかったという。
1910年（明治43年）、東京の代々木錬兵場で徳川好敏、日野熊蔵両大尉が飛行機により日本初の公式飛行に成功。これに強く感銘を受けた円谷は操縦士に憧れを持ち、模型飛行機の制作に没頭する。6年生になると、金属製の飛行機の発動機を製作するほどの飛行機少年だった。
1911年（明治44年）、巡業の活動大写真で『桜島爆発』を鑑賞し、映像よりも映写メカニズムに強く興味を持ち始めた。自身の貯金で、子供用映写機を購入し、巻紙を切ったフィルムで手製の映画を制作した。
1912年（大正元年）、新聞に掲載された一枚の飛行機の写真を元に、精巧な模型飛行機を制作し、地元新聞の『福島民友』の取材を受ける。
1914年（大正3年）、尋常小学校高等科に入学。
1916年（大正5年）、尋常高等小学校8年生の課程を修了した。米国人飛行士アート・スミスが東京で曲芸飛行を行い、この報道を受けてさらに飛行機熱を高める。
同年10月に上京。京橋区の月島機械製作所に見習い入社するが、一月余りで退社。

### 操縦士を夢見て日本飛行学校へ
1916年（大正5年）11月には家族が大反対する中、操縦士を夢見て玉井清太郎と相羽有が8月に創設したばかりの日本飛行学校に第一期生として入学。費用は当時の金で600円したが、叔父の一郎が工面してくれた。
この第一期生応募者には稲垣足穂もいた。稲垣は自書『ヒコーキ野郎たち』でその際の円谷に言及しており、円谷も逝去時まで同著を意識した『ニッポン・ヒコーキ野郎』という企画を構想している。
1917年（大正6年）5月、日本飛行学校教官の玉井清太郎が帝都訪問飛行の際に機体の不備から墜落死。学校は唯一の飛行教官を失った。2機しかなかった飛行機の残り1機も、10月に東京湾岸全域で大きな被害を出した台風による高潮で格納庫もろとも流失。同校は活動停止に陥り、円谷は夢は破れて退学した。

### 進学と考案
同年、東京・神田の電機学校（現在の東京電機大学）の夜間部に入学。このころ、学費の足しに、叔父の一郎の知り合いが経営する内海玩具製作所という玩具会社で、玩具の嘱託考案係となり、「自動スケート（スケーター）」（足踏みギアの付いた三輪車）、「玩具電話」（電池式で実際に通話が可能。インターフォンとして使用できた）など、様々な玩具を考案した。これらにより多額の特許料を得ており、後の公職追放中も様々な玩具や商品の発明・新案で糊口をしのいでいた。その中には「自動スピード写真ボックス」なども含まれる。

### 映画界へ

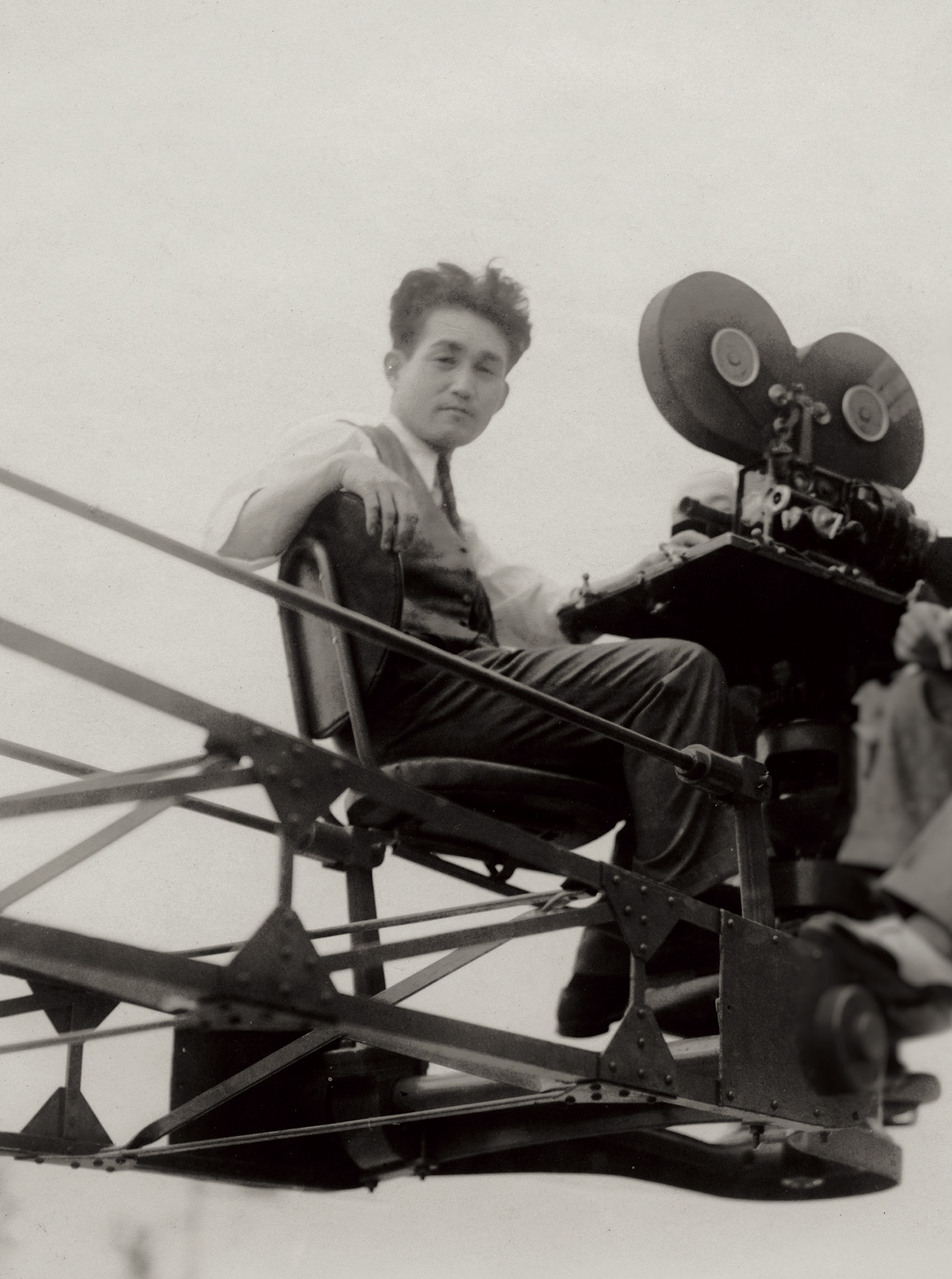
撮影用クレーンに乗る円谷英二（1934年）国立映画アーカイブ所蔵 （2/9枚）

1919年（大正8年）、18歳。電機学校修了後、新案の玩具「自動スケート」「玩具電話」などが当たって「500円（当時）」という多額の特許料が入り、祝いに玩具会社の職工たちを引き連れて飛鳥山に花見に繰り出した際、職工たちが隣席の者たちと喧嘩を始めた。年若い円谷が仲裁に入ったことで、喧嘩相手だった映画会社の天然色活動写真株式会社（天活）の枝正義郎に認められ、同社に入社しキャメラマンを志すようになり、映画界に入った。
同年、天活作品『哀の曲』のタイトル部分を撮影。
1920年（大正9年）、19歳。神田電機学校を卒業。天活が国際活映（国活）に吸収合併されたことに伴い、国活巣鴨撮影所に入社。
国活ではキャメラマン助手であったが、飛行機による空中撮影を誰も怖がって引き受けなかったところ、円谷が名乗り出て、一人で見事成し遂げた功績から、短期間でキャメラマンに昇進した。
1921年（大正10年）、20歳。国活を退社し兵役に就き、会津若松歩兵連隊で通信班に配属された。
1923年（大正12年）、22歳。除隊後、祖母の家業専念の誘いを拒み上京。東京の撮影所は直前の関東大震災で壊滅状態であったが、国活に復帰して『延命院の傴僂男』を撮影。しかし、この作品は国活の凋落により未公開に終わった。
1924年（大正13年）、23歳。震災後、各映画撮影所が京都へ移転したことに伴い、京都に移住し、小笠原明峰の小笠原プロダクションに移籍した。
1926年（大正15年）、25歳。衣笠貞之助、杉山公平らの衣笠映画聯盟設立（松竹傘下）とともに、連盟に所属。『狂った一頁』の撮影助手を担当した。なかなか本心を明かさず、酒が入ると「テヘラテヘラと笑う」円谷に、衣笠は「テヘラ亭」とあだ名を付けた。
1927年（昭和2年）、26歳。林長二郎（長谷川一夫）初主演作である『稚児の剣法』（監督：犬塚稔）でキャメラマンを担当。林を多重オーバーラップさせる特撮手法などの特殊撮影の開発を採り入れた効果が大いに評価され、大成功を果たした。
1928年（昭和3年）、27歳。正式に松竹京都下加茂撮影所にキャメラマンとして入社。『怪盗沙弥磨』が入社第1作となる。『十字路』（衣笠貞之助監督）を、杉山公平とともに撮影するものの、その進歩的な撮影手法はリアリティ重視だったため、旧来の俳優からの反発を受け、あまり待遇のいい立場ではなかった。
1930年（昭和5年）、29歳。自費を投入して、移動撮影車や木製の撮影用クレーンを自作する。このクレーンで俯瞰撮影中に転落事故を起こし、その看病をしてくれた縁で知り合った荒木マサノ（当時19歳）と結婚し、下加茂撮影所裏の一軒家に居を構えた。
1931年（昭和6年）、30歳。渡欧していた衣笠監督の帰国後1作目となる『黎明以前』を、杉山公平と共同で撮影。ホリゾントを考案し、日本で初めてのホリゾント撮影を行う。4月23日、長男・一が誕生。
このころ、「アイリス・イン、「アイリス・アウト」（画面が丸く開いたり、閉じたりする映像表現）や「フェイド・イン」「フェイド・アウト」、「擬似夜景」といった撮影手法を日本で初めて使用したほか、セットの奥行を出すために背景へのマット画の合成、ミニチュア合成場面の活用、一部の画面を合成するなど、後の特撮技術に通じることを行っている。また、足元から煙を出して臨場感を高める手法を好み、「スモーク円谷」と呼ばれた。給料の約半分を撮影技術の研究費に注ぎ込み、さらに、協力者に対してただ酒を奢る日々だった。
「一番のスタアである林長二郎の顔をリアルに黒く写した」としてその撮影手法が社内や俳優から反発を受け、撮影待遇を、セットもロケも格下の「B級」に落とされ、照明すら制限された。当時の時代劇映画は歌舞伎の延長にあって、映画的リアリティなど無視して二枚目歌舞伎役者たちの白塗りの顔をベタ光でくっきり映すものであり、こうした進歩的かつリアリティ重視の撮影手法はタブーだった。
円谷はこの冷遇の中、足りないライトで撮影したフィルムをネガを特殊現像で捕力したり、チャチなセットを立派に見せるため「グラスワーク」（キャメラの前に絵を描いたガラス板を置く手法）の開発や精度の向上したミニチュアワークを投入したりした。本来は、このような冷遇状況から生まれた工夫だった。
またこのころ、研究資金と生活費の足しに、現像技術を生かした新案の「30分写真ボックス」を四条通の大丸百貨店に売り込み、大丸二階に設置された写真ボックスは大評判になった。円谷は自らボックスに詰め、現像を行った。
1932年（昭和7年）、31歳。「円谷英二」と名乗るようになる。兄のように尊敬する5歳年上の叔父の名が「一郎」だったため、遠慮して「英二」と名乗ったという。
同年、杉山公平の音頭取りの下、酒井宏、碧川道夫、横田達之、玉井正夫ら京都の映画人たちと日本カメラマン協会を結成。11月、犬塚稔とともに日活太秦撮影所に引き抜かれて移籍。
1933年（昭和8年）、32歳。日活入社初作品として、大河内傳次郎の『長脇差風景』を撮影。
同年、映画『キング・コング』が日本で公開された。試写で同作を鑑賞した円谷は衝撃を受け、フィルムを独自に全巻取り寄せ、一コマ一コマを分析し入念に研究した。
この年の末に日活幹部立会いの下、日活撮影所に設置したスクリーン・プロセスの設備のテストを行うが、不調に終わった。
1934年（昭和9年）、33歳。『浅太郎赤城颪』でスタアだった市川百々之助の顔に「ローキー照明（キーライト）」で影を作り、松竹時代も物議をかもしたその撮影手法を巡って日活の上層部と対立し、同社を退社した。円谷はこの「ローキー照明」を好んだために、日活ではバスター・キートンに引っ掛けて「ロー・キートン」と呼ばれていた。
同年、円谷の特殊技術に注目した大沢善夫の誘いにより、撮影技術研究所主任として、東宝の前身であるJOトーキーに移る。
10月、『百万人の合唱』で、大沢善夫から資金を受け、自ら設計した鉄製クレーンを完成し、撮影に使用した。
1935年（昭和10年）、34歳。2月から8月にかけ連合艦隊の練習艦「浅間」に乗艦、ハワイからフィリピン、オーストラリア、ニュージーランドを回り、練習生の実習風景のドキュメンタリーである長編記録映画『赤道を越えて』を演出。これが監督第1作となった。5月10日、次男・皐が誕生。政岡憲三と、人形アニメーションが活用されたファンタジー映画『かぐや姫』を撮影。
1936年（昭和11年）、35歳。ナチス・ドイツの宣伝相・ヨーゼフ・ゲッベルスの指示で製作された日独合作映画『新しき土』で、日本で初めてスクリーン・プロセスの技術を使用。精巧なミニチュアワークによる天変地異は、この映画のために来日した、山岳映画の巨匠として知られる監督のアーノルド・ファンクらドイツ側スタッフを唸らせた。
このスクリーン・プロセス装置は、円谷が京都時代から私費を投じて開発し続け、JOに移って大沢善夫の援助でついに完成させたものだった。ファンクは「これほどの装置はドイツにもない」と感嘆し、円谷に「ドイツに持って帰りたいから、ぜひ譲ってくれ」と頼み込んだほどだった。
また、同時に、『日本スキー発達史』（澤蘭子主演）をファンクのスタッフとともに撮影。日本初の合作映画となるはずであったが、未編集のまま公開されなかった。
同年、人気芸者・市丸の主演2作目（薄田研二共演）となる『小唄磯 鳥追いお市』で、監督としてデビュー。撮影、編集すべてを手掛けた。

### 東宝入社と大東亜戦争
1937年（昭和12年）、36歳。9月10日を以て、株式會社冩眞化学研究所、P.C.L.映画製作所、東宝映画配給の3社と、円谷の所属するJOが合併し、「東宝映画株式会社」が設立された。
これに伴い、米国の映画産業の中心地ハリウッド視察で特殊撮影の重要性を痛感していた常務取締役の森岩雄に招かれ、同年11月に東京の砧にあったピー・シー・エル撮影所を使用し、「東宝東京撮影所」に移転。ところが、撮影技術を理解できない東京撮影所の撮影技師たちから「ズボラヤをカメラマンと認めるわけにはいかない」と理不尽なボイコットを受け、撮影できなかった。そこで、特殊技術を痛感していた森は、円谷のために一計を案じ、11月27日付で特殊技術課を設立して、課長待遇で迎えることにした。しかし、これは直属の部下のいない孤立無援の出発であり、後に円谷もこの状況を「部下なし課長」と自嘲気味に回想している。ここで、円谷は研究予算を受け、自身の設計による国産初のオプチカル・プリンターの研究を開始した。
同年12月27日、マサノと二児とともに、東宝の用意した東京・祖師谷の一戸建て住居に移住。
1939年（昭和14年）、38歳。特殊技術課に隣接する線画室に、鷺巣富雄が採用された。鷺巣は、円谷から動画技術を指導され、個人的に円谷のオプチカル・プリンターの実験の助手を務めた。
この年、陸軍航空本部の依頼を受け、嘱託として埼玉県の熊谷陸軍飛行学校で飛行機操縦の教材映画（「文化映画」）を演出兼任で撮影。『飛行理論』の空中撮影を、円谷は一人で操縦しながら撮影、アクロバット飛行も披露し、陸軍を唸らせた。この空撮部分は円谷自身の編集によって、『飛行機は何故飛ぶか』『グライダー』にも活用された。また、『嗚呼南郷少佐』を監督（撮影兼任）した。
夏ごろから、円谷は特技課に川上景司、奥野文四郎、向山宏、天羽四郎、西浦貢、渡辺善夫、上村貞夫らを招き、人材の充実を図った。
1940年（昭和15年）、39歳。5月に、『皇道日本』で撮影を担当。同じく、『海軍爆撃隊』では、初めてミニチュアの飛行機による爆撃シーンを撮影、経歴上初めて「特殊技術撮影」のクレジットが冠された。
この『海軍爆撃隊』は、文化映画部部長松崎啓次が円谷のミニチュアテストフィルムの出来栄えを見て、「第一回航空映画」として企画したものである。「飛行機を吊り固定し、背景の岩山を回転させて岩肌を縫う飛行シーンを撮る」という、後年の『ハワイ・マレー沖海戦』の先駆けとなる円谷の特撮は、公開時には大評判となった。
同年9月、『燃ゆる大空』で奥野とともに特撮を担当、日本カメラマン協会特殊技術賞を受賞。
1941年（昭和16年）、40歳。12月8日、太平洋戦争が勃発したことに伴い、東宝は本格的に軍の要請による戦争映画を中心とした戦意高揚映画を制作することになった。俄然特撮の需要が高まり、円谷率いる特技課は以後、特撮が重要な役目を果たすこれら戦争映画全てを担当していく。
同年、『上海の月』（成瀬巳喜男監督）で、上海湾内を襲う台風の大がかりなミニチュア特撮を担当。
1942年（昭和17年）、41歳。阿部豊監督作品『南海の花束』で本格的なミニチュアワークによる特撮シーンを演出。この作品では、監督の許可を得て、自ら絵コンテを構成しており、特に落雷を受けた海面が爆発する描写が圧巻であるとの評判を受けた。
同年12月8日、特撮を手掛けた『ハワイ・マレー沖海戦』が公開され、大ヒットとなった。撮影中から皇族や軍、著名人が見学に押しかけて目を見張った、フルスケールのハワイ・真珠湾の特撮セットが話題となり、日本映画界に特撮の重要性を知らしめた。本作品で円谷は「日本映画撮影者協会技術研究賞」を受賞。製作部特殊技術課長兼特殊撮影主任に就任した。この作品で美術スタッフに渡辺明、利光貞三が加入した。
同年、国産初のオプチカル・プリンターを完成させた。この円谷特製のオプチカル・プリンターは手動式で使いやすく、きめの細かい合成ができたという。
1943年（昭和18年）、42歳。『ハワイ・マレー沖海戦』の成功を見て、松竹映画が円谷組から特撮スタッフの引き抜きを図り、特技課の川上景司、奥野文四郎を始め、10名ばかりが高給を条件に松竹に移籍、円谷率いる特技課は大打撃を被る。
1944年（昭和19年）、43歳。『加藤隼戦闘隊』『雷撃隊出動』『あの旗を撃て コレヒドールの最後』の特撮を担当。また、大映に出向し、『かくて神風は吹く』を担当。2月12日、三男・粲が誕生。戦火は激しくなる一方で、円谷は自宅の庭に防空壕を作った。
同年、東宝は創立記念日に、山本嘉次郎とともに円谷を功労者表彰した。
同年、東宝が日本初の特撮専門スタジオである航空教育資料製作第二工場を設立し、工場長に就任。軍の依頼により新兵教育用の教材映画を手掛けた。敗戦までのこの時期に、特殊な撮影法やミニチュアの使用、合成技術など、特撮技術のノウハウのほとんどが蓄積された。
1945年（昭和20年）、44歳。『勝利の日まで』『間諜海の薔薇』『北の三人』の特撮を担当、また、大映京都で『生ける椅子』を担当。
同年8月1日、召集令状を受け、仙台連隊に入隊するも15日に終戦。除隊後、風刺喜劇『東京五人男』（斎藤寅次郎監督）の特殊技術を担当。
1946年（昭和21年）、45歳。東宝がこの年製作した18本の映画のうち8本の特撮を担当。
1947年（昭和22年）、46歳。撮影所は前年3月からこの年10月まで東宝争議に突入。労働組合はバリケードを組み、円谷が戦時中に使用した、零戦のエンジンを搭載した特撮用の大扇風機が警官隊撃退用に引っ張り出される始末であった。この大争議で東宝は映画制作どころではなくなり、円谷も『東宝千一夜』と『九十九人目の花嫁』の二本の特撮担当のみだった。
1月に東宝は「部課制」を廃止し、「職区制」を採り、特技課は「十三職区」に分割された。円谷はこの「職区長」として「南旺撮影所」の所長に任命された。しかし、政治闘争の場と化していく撮影所内部に嫌気がさした円谷は、この役職を捨て、東宝を退社し、独立した。
また、同じく東宝争議に嫌気がさし、東宝を退社した有川貞昌は、戦時中に観て感激した『雷撃隊出動』を撮った円谷と一度話がしたいと自宅を訪ね、海軍航空隊の対潜哨戒機パイロットだった有川は飛行機の話で円谷と意気投合し、その際、円谷に「我々日本人はもう飛行機（戦闘機）には乗れない。しかし、乗りたいと思う若い人は一杯いる筈だ、その夢を実現できるのは我々しかいない。映画ならまた飛行機を飛ばせられる。一緒に新しい飛行機映画をやらないか」と誘われた。同じ飛行機乗りとして、この言葉に感動した有川は「円谷特殊技術研究所」の研究員となり、後に円谷組のキャメラマンに抜擢され、さらには東宝の2代目特技監督になった。

### 公職追放と東宝復帰
1948年（昭和23年）、47歳。3月に連合国軍最高司令官総司令部の公職追放の指定により「戦時中に教材映画、戦意高揚映画に加担した」として、公的な立場での仕事が続けられなくなり、重役陣ともども東宝を追放された円谷は、正式に東宝を依願退職。また、東宝も十三職区（特殊技術課）を解散した。
6月、福井駅前の大和百貨店から、戦前の「30分写真ボックス」を完全自動化改良した新案特許の「5分間スピード自動写真ボックス」を20台受注。フル操業で用意し、出荷するも、折しも福井を襲った福井地震によって、駅に到着した全機を失うという憂き目に遭った。鷺巣富雄は、この時の円谷の様子を、「見ていられないほどの落胆振りだった」と語っている。
フリーとなった円谷は、東京・祖師谷の自宅の庭にプレハブを建て、円谷特殊技術研究所を設立、外部スタッフとして『富士山頂』（新東宝）、『肉体の門』（吉本プロ）、『颱風圏の女』（松竹大船）の特撮技術パートを担当。同研究所は他に大映京都、新東宝、松竹大船などの映画の特殊技術パートを担当したが、ノンクレジットも多く、全容は不明である。
映画音楽の伊福部昭によれば、この年に月形龍之介との付き合いで、京都の小料理屋で円谷と知り合い、その後、飲み友達になった。円谷は貧窮しており、伊福部は数年にわたって「ただ酒をおごらされた」と語っているが、この間互いに名乗り合うこともなかった。2人は『ゴジラ』の製作発表の場で、ようやく互いの素性を知って驚き合ったというが、伊福部によれば、おかげで以後の仕事はお互いに気心の知れた、全く気兼ねのないものとなったという。
1949年（昭和24年）、48歳。京都に赴き、大映京都撮影所で『透明人間現わる』『幽霊列車』の特撮シーンを担当。大映は『透明人間現わる』を、円谷の戦後初の本格的復帰作として用意し、円谷は戦前の本家ハリウッド映画にも匹敵する透明人間の見事な視覚効果を演出した。しかし、円谷はこの特撮に満足せず、予定していた大映入社を断念した。
1950年（昭和25年）、49歳。『日本戦歿学生の手記 きけ、わだつみの声』の特撮を担当。円谷は東宝撮影所内に六畳ほどの広さの円谷特殊技術研究所を移設。東宝の本編のタイトルや予告編を制作するようになり、主に合成処理を請け負った。この年、正式に東宝社員となった有川貞昌の他、円谷の誘いを受け、東横映画にいた富岡素敬が、撮影助手として研究所員となった。富岡、有川を合わせて4～5人の陣容だった。
円谷は昭和25年から29年までの東宝全ての本編・予告編のタイトル部分を撮影しており、東宝映画の東宝マークを制作したのもこの時期である。
この年の『佐々木小次郎』（稲垣浩監督）での特撮が東宝作品の復帰第1作となるが、この時点ではまだ嘱託扱いだった。
1952年（昭和27年）、51歳。2月に、日本独立後の公職追放解除を受けた。同じく公職追放を受けていた森岩雄が製作顧問として東宝に復帰したことで、再び円谷も本社に招かれ、『港へ来た男』の特殊技術を担当。これが、正式な作品契約としての東宝復帰作となる。
春ごろに宣伝部員斉藤忠夫の協力により大蛸の映画を企画する。
7月、東宝は体制を一新し、「製作本部」を設置。本部長には5月にアメリカ映画界視察を終え、帰国した森岩雄が就任。新しいシステムの導入として、田中友幸を含む、9人から成るプロデューサー陣を組み、制作体制を強化。
1953年（昭和28年）、52歳。東映で『ひめゆりの塔』、松竹で『君の名は（第一部）』、重宗プロ他で『雲ながるる果てに』を担当。既に東宝に復帰していた状況で担当したこれらの他社作品は、復帰前に受注したものとみられる。
この年、東宝は1億6千万円（当時）かけて砧撮影所を整備。総天然色時代に対応し、磁気録音機や常設のオープンセット、発電設備など、撮影設備・特撮機材を充実させた。また、「円谷特技研究所」の有川貞昌、富岡素敬、真野田陽一、樺島幸男らを正式に撮影所に同年に再開された東宝特殊技術課に迎え入れ、特撮スタッフの強化を図る。
こうした中、満を持して戦記映画『太平洋の鷲』が公開された。この作品は、前年にハリウッド視察を行った森岩雄によって、「ピクトリアル・スケッチ」（壁に貼り付けた総覧的な絵コンテ）が導入された、初の特撮映画である。この映画に特技監督として招かれた円谷は、その後長きに渡って名コンビを組むことになる監督の本多猪四郎とともにこの『太平洋の鷲』を作りあげた。
この年、日本初の立体映画（トービジョン）作品、『飛び出した日曜日』（村田武雄監督）、『私は狙われている』（田尻繁監督）で立体撮影を担当。
また、企画部に「インド洋で大蛸が日本船を襲う」という映画のアイディアを持ち込んだ。田中友幸はこれが『ゴジラ』の草案の一つになったとしている。
1954年（昭和29年）、53歳。田中友幸によって、『G作品』（ゴジラ）の企画が起こされ、日本初の本格的特撮怪獣映画『ゴジラ』となった。円谷は新たに特撮班を編成してこれに当たった。この『ゴジラ』から、飯塚定雄、井上泰幸、入江義夫、開米栄三らが特技課に加入。
11月3日、満を持して製作された『ゴジラ』が公開され、空前の大ヒットとなった。日劇ではつめかけた観客の列が何重にも取り囲み、田中友幸がチケットもぎを手伝うほどだった。円谷英二の名は再び脚光を浴び、同作は邦画初の全米公開作となり、その名は海外にも轟いた。当作で「日本映画技術賞」を受賞。
1955年（昭和30年）、54歳。『ゴジラの逆襲』で、特技監督の肩書を与えられた。
その後、『獣人雪男』『地球防衛軍』『大怪獣バラン』『宇宙大戦争』『モスラ』『世界大戦争』『キングコング対ゴジラ』などの怪獣・SF映画において特撮技術を監督。これらは東宝のドル箱シリーズとなり、『宇宙大戦争』以後は円谷の特撮作品というだけで、製作中から海外の映画会社が契約を結びに来日したほどである。
1956年（昭和31年）、55歳。日本初の総天然色特撮作品『白夫人の妖恋』を担当。続いてこれも怪獣映画では日本初の総天然色作品『空の大怪獣 ラドン』を担当。円谷はチーフキャメラマン有川貞昌の意見もあり、これらの作品にイーストマン・カラーのフィルムを使用。以降、これが定番フィルムとなった。
また、東宝内とは別に、自宅敷地の「円谷特殊技術研究所」を再開。東宝で賄いきれない合成処理や、人形アニメ撮影などを行った。研究員の収入は、円谷の個人負担だった。
1957年（昭和32年）、56歳。東宝は特撮部門の強化を目論み、製作部に円谷陣頭の特殊技術課を組み入れて再編成。『地球防衛軍』で「日本映画技術賞」を受賞。
1958年（昭和33年）、57歳。日米合作企画『大怪獣バラン』を担当。『バラン』から、特殊美術課スタッフとして村瀬継蔵が円谷組に正式に参加した。
1959年（昭和34年）、58歳。6,200万円（当時）の予算を投じた国産初のカラー・シネスコ用合成機「トーホー・バーサタイル・プロセス」を完成させ、『日本誕生』で日本初使用。「日本映画技術賞」を受賞し、映画の日に特別功労表彰された。
この年、自宅敷地内の「円谷特殊技術研究所」に佐川和夫、中野稔が研究所生として参加。二人はこの後、東宝特技課に入社して『日本誕生』の現場に加わっている。佐川によれば、この時期金城哲夫も研究所にいたという。
1960年（昭和35年）、59歳。当時プロデュース業に乗り出していたカーク・ダグラスが、「世界の円谷にぜひアニメの監督を」と、ディズニー社を後ろ盾に、アニメ映画制作の声をかけた。東宝側の森岩雄は断ったものの、ダグラスにかねて熱望していたオックスベリー（Oxberry）社の合成機器オプチカル・プリンターの提供まで含めて直接話を持ちかけられた円谷は、自宅の円谷特殊技術研究所のスタッフでは賄えないと、先んじてアニメ会社ピープロを設立していた鷺巣富雄に協力を依頼。合資会社として2人の頭文字をとった「TSプロダクション」の設立構想に発展したが、ダグラス側の提示した契約内容が折り合わず、頓挫。
同年、公開予定の『ハワイ・ミッドウェイ大海空戦 太平洋の嵐』撮影のため、東宝撮影所内に東洋一の規模である三千坪の特撮用大プールが完成。また、妻・マサノの熱心な勧めでカトリック教徒になった。
1961年（昭和36年）、60歳。前年に続き、アニメ技術の導入に意欲を燃やし、鷺巣らと組んで、特撮とアニメを組み合わせた長編映画の企画を複数検討。長編実写・動画映画『双子の一寸法師』を企画。
同年、世界同時公開を目指して制作された『モスラ』が公開。マスコミから「世界のツブラヤ」と称された。
1962年（昭和37年）、61歳。アメリカに外遊し、ハリウッドの映画会社各社を歴訪した。また、東宝撮影所内に円谷念願の特撮専用ステージである第11ステージが完成。中野昭慶、川北紘一が円谷組に加わった。
この年、大韓民国との合作映画『大沈清伝』の特撮を担当。また、『オリンピックショウ 地上最大のクイズ』に映画キャンペーンのため、ゲスト出演した。

### テレビ界へ

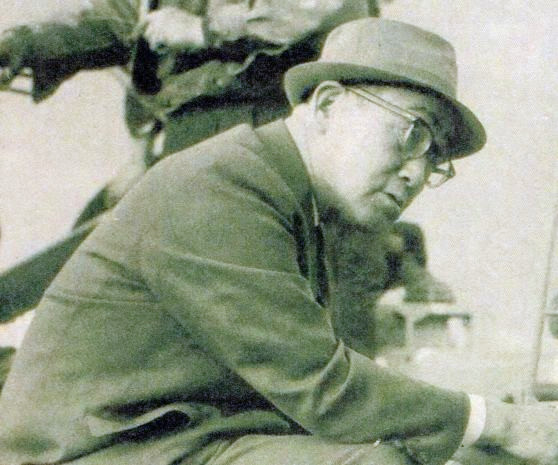
『モスラ』撮影時の円谷英二

1963年（昭和38年）、62歳。東宝との専属契約を解除。同年、東宝の出資とフジテレビの後押しを受け、株式会社円谷特技プロダクションを設立、社長に就任。フジテレビの映画部にいた次男・皐が監査役に入り、「円谷特技研究所」時代の弟子である高野宏一、中野稔、佐川和夫、金城哲夫らをスタッフに招いた。同プロの初仕事として、日活・石原プロ提携映画『太平洋ひとりぼっち』の嵐の特撮シーンを制作した。
この年、フジテレビは、皐を通し、円谷特技プロに国産初のテレビ特撮シリーズ『WOO』の企画を持ち込んだ。最終的に局の事情で、企画は頓挫したものの、円谷は同企画の特撮用に、アメリカ「オックスベリー社」に当時世界で2台しかなかった最新型のオプチカル・プリンター「シリーズ1200」を発注していた。慌てた皐はキャンセル打診したが、既に出荷後だったため、TBSの映画部にいた長男・一に依頼し、この高額機材をTBSで引き受けてもらうことにした。
また、東宝撮影所にオックスベリー社の最新式オプチカル・プリンター「シリーズ900」が設置された。
1964年（昭和39年）、63歳。日米合作映画『勇者のみ』の撮影現場の視察に、渡辺明、有川貞昌、本多猪四郎とともにハワイを訪れた。また、よみうりランドの水中バレエ劇場「竜宮城」開場に併せ、特殊美術を担当。高山良策の造形物を目に留め、この縁で高山は円谷特技プロと関わるようになった。
一方、TBSでは、長男・一の下、前年に円谷特技プロから引き受けたオプチカル・プリンター「シリーズ1200」を生かしたテレビ特撮番組として『UNBALANCE』を企画。この企画は同プロ初のテレビ作品『ウルトラQ』となり、有川貞昌や小泉一、川北紘一ら東宝の特撮スタッフも多数参加した。白黒作品ながら全編映画用の35mmフィルムを使用するという破格の体制で、9月27日より制作が開始された。
1965年（昭和40年）、64歳。『太平洋奇跡の作戦 キスカ』『怪獣大戦争』で「日本映画技術賞」を受賞。『キスカ』では、白黒映画の限界に迫るリアルな艦船シーンに公開当時、「実写なのか？特撮なのか？」と議論が起こった。
1966年（昭和41年）、65歳。1月2日より、円谷特技プロが1年かけて映画並みの製作費と体制で製作したテレビ特撮番組『ウルトラQ』がTBSで放映開始。TBS側の意向で怪獣キャラクターを前面に押し出した番組制作もあり、同番組は大ヒットとなった。この『ウルトラQ』は日本全国に一大「怪獣ブーム」を巻き起こすことになった。
同年、TBSのドキュメント番組『現代の主役 ウルトラQのおやじ』や、『ウルトラマン前夜祭』に出演。

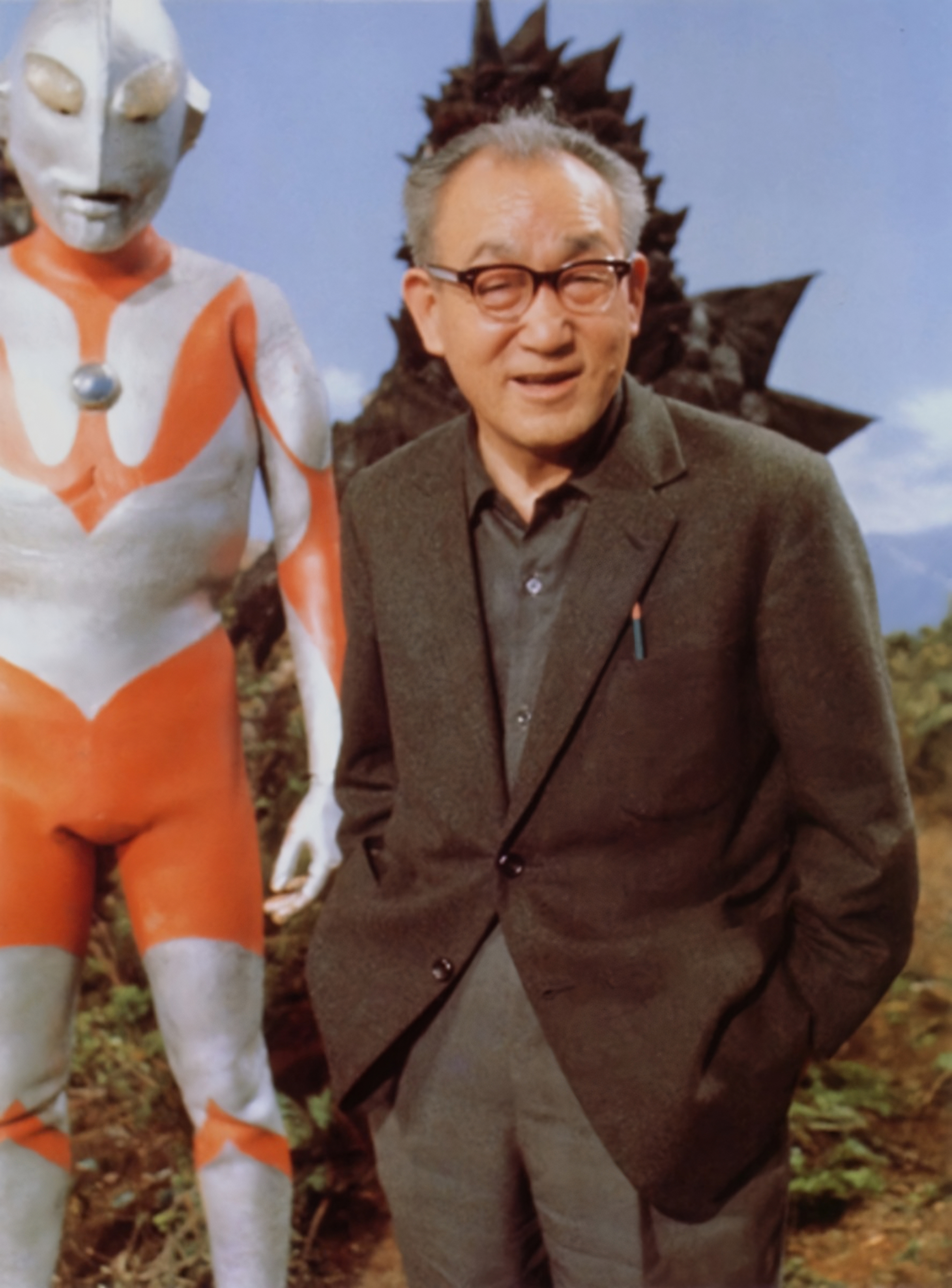
ウルトラマン (左) で怪獣ブームを演出した円谷英二（1966年）

続いて7月より、円谷特技プロのテレビ特撮番組第2弾『ウルトラマン』を放映開始。「変身する巨大ヒーロー」というキャラクターは、さらに怪獣ブームを巻き起こした。これらのヒットにより、「円谷英二」の名はお茶の間にまで知れ渡り、特撮の神様と呼ばれるようになった。
また、大阪万博の三菱未来館の映像担当が決定し、カナダへ外遊し、モントリオール万国博覧会を視察。この外遊中に招かれて、アメリカで『エド・サリヴァン・ショー』に出演、また、イギリスにも歴訪し、ジェリー＆シルヴィア・アンダーソン夫妻らのAPフィルムズを訪れ、『サンダーバード』の特撮現場を見学。翌年に、円谷特技プロで制作する『ウルトラセブン』『マイティジャック』のメカ描写で、「『サンダーバード』に追いつけ」として、同作をかなり意識した制作姿勢を見せた。
1967年（昭和42年）、66歳。『キングコングの逆襲』が公開。円谷は戦前に研究した『キング・コング』の1シーン（恐竜との格闘）を、完全にリメイクしている。
また、この年の『怪獣島の決戦 ゴジラの息子』で「特技監修」になり、弟子の有川に特撮監督の座を譲った。
1968年（昭和43年）、67歳。ハリウッドの特撮監督リンウッド・ダンが来日、東宝撮影所の円谷を表敬訪問した。
同年、株式会社円谷特技プロダクションを、株式会社円谷プロダクションに社名変更した。
1969年（昭和44年）、68歳。自身最後の特撮劇場作品となる『日本海大海戦』が公開。円谷は、翌年の大阪万博の三菱未来館のサークロマ撮影で、鳴門の渦潮を訪れていた最中に倒れ、入院。監修としてクレジットされている『ゴジラ・ミニラ・ガバラ オール怪獣大進撃』は、直接関与していない。12月に静岡県伊東市浮山の別荘へ居を移す。
同年、『ゴジラ・ミニラ・ガバラ オール怪獣大進撃』を最後に、東宝は特殊技術課の廃止を決定。

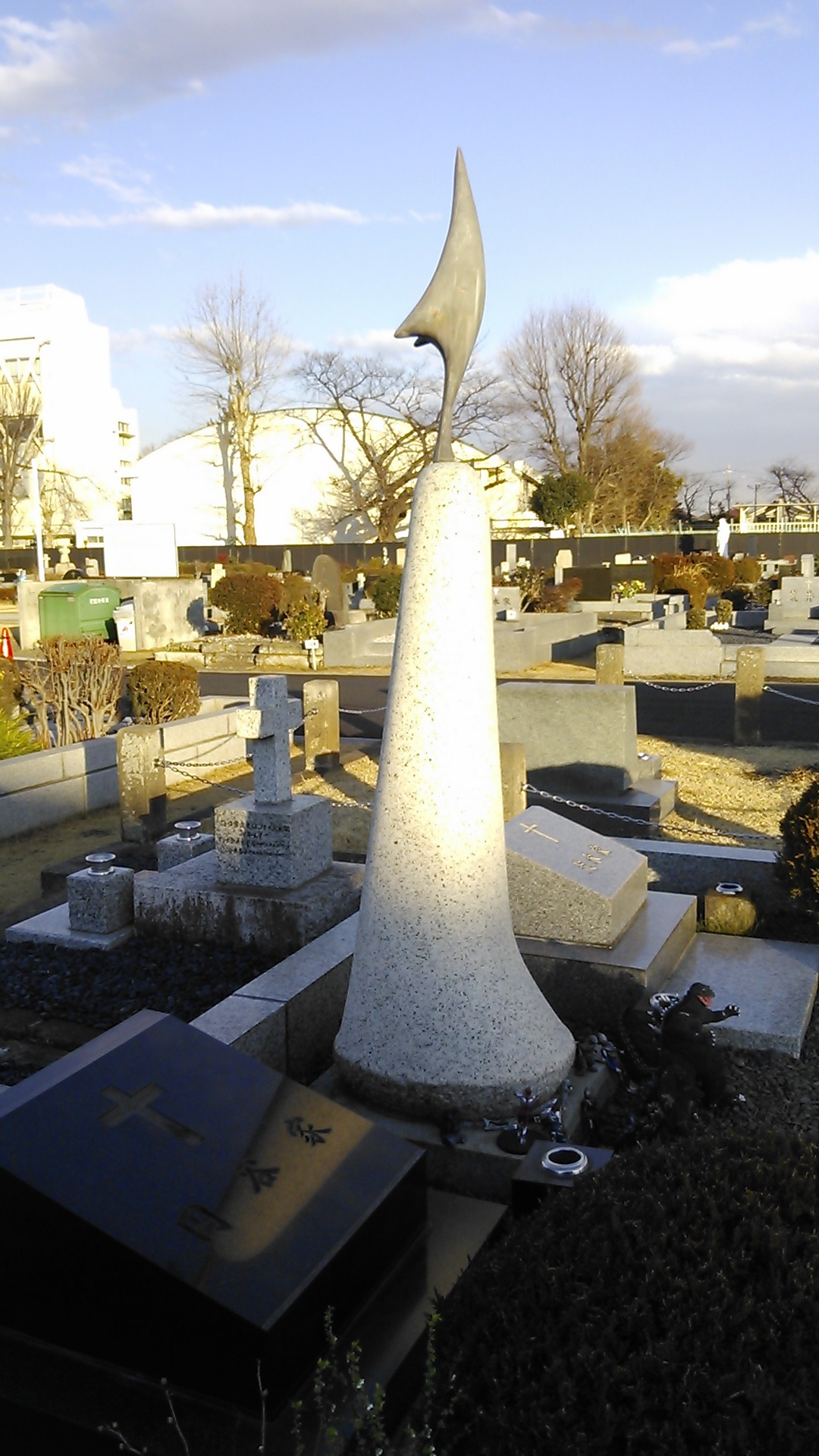
円谷家墓標
（カトリック府中墓地）

### 死去と没後
1970年（昭和45年）1月25日、静岡県伊東市の浮山別荘にて妻・マサノと静養中、気管支喘息の発作に伴う狭心症により死去。68歳没。最期まで映画『ニッポン・ヒコーキ野郎』と長編特撮映画『かぐや姫』の企画を練っていた。本多は、入院中は絶対安静のため見舞いを遠慮していたが、入院前に3月になったら次の仕事として従来の作品とは趣向を変えた新しい怪獣映画の打ち合わせをする約束をしており、別荘へ移った後も円谷がそれについて言及していたことを伝え聞いていたという。
1月30日、日本政府より勲四等瑞宝章を授与。
2月2日、藤本真澄を葬儀委員長として、東宝撮影所で友人葬が行われた。
3月1日をもって、東宝は「特殊技術課」を正式に廃止。
東宝は、彼の死後まもなく本体での映画製作を中止。機能の一部は子会社の東宝映画などに移管されるものの、本体は勝プロなどを含めた外部作品配給会社に転換した。
2019年1月11日、「円谷英二ミュージアム」が故郷の須賀川市に開館した。
2021年、出身地の須賀川市は同郷の円谷幸吉とともに円谷英二に「名誉市民」号の贈与を決定し、同年7月7日に授与式が実施された。

### 親族
- 妻：円谷マサノ
- 長男：円谷一（円谷プロ2代目社長）
  - 孫：円谷昌弘（円谷プロ5代目社長）
  - 孫：円谷英明（円谷コミュニケーションズ社長＞円谷プロ6代目社長＞円谷ドリームファクトリー社長）
    - 曽孫：円谷洋平（SHOWROOM株式会社 執行役員）

  - 孫：円谷浩（俳優）
  - 孫：円谷一美（シンガーソングライター 又紀仁美）
- 次男：円谷皐（円谷プロ3代目社長＞2代目会長・円谷音楽出版(現：円谷ミュージック)初代代表取締役・円谷エンタープライズ初代社長）
  - 孫：円谷一夫（円谷プロ4代目社長＞3代目会長＞8代目社長＞名誉会長）
- 三男：円谷粲（英語版）（円谷映像(円谷エンターティメント)社長＞円谷プロ副社長）
  - 孫：円谷優子（歌手）
- 義弟：荒木秀三郎（東宝キャメラマン）
- 甥（兄の息子）：円谷良夫（彫刻家。『ゴジラ』（1954年）のアルバイト紹介を行ったほか、『ザ☆ウルトラマン』（1979年）に怪獣デザインとして参加[57]）

## 円谷とゴジラ映画

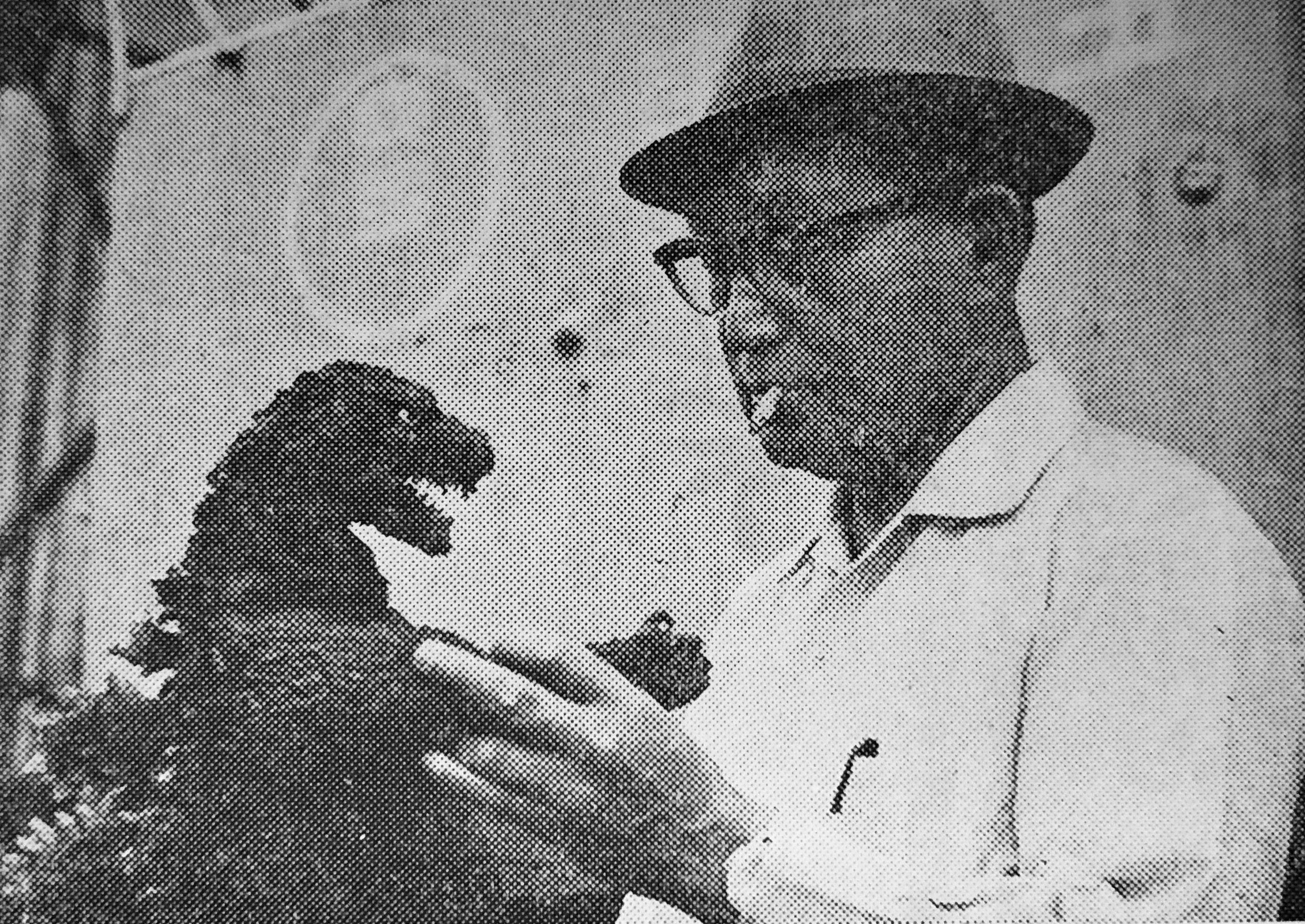
円谷とゴジラ

別の部署（録音係）から、円谷を慕って円谷特殊技術研究所に加わった有川貞昌は、円谷とともに切り金加工をして「東宝マーク」を作るなどの仕事をしながら、「いつかはこの東宝の撮影所に、特撮専用のスタジオを設立させる」という夢を語り合ったという。そんな肩身の狭い思いを強いられた円谷たち特技スタッフの苦労も、『ゴジラ』によって一気に報われることとなる。『ゴジラ』のおかげで円谷は専用のスタジオを任され、スタッフも正当な報酬を得られる身分になったのである。一方で、何かというと『ゴジラ』の話題ばかり出されることを、円谷は煙たがっていたという。
そんな東宝の看板番組となった「ゴジラシリーズ」にしても、円谷が最も気にかけていたのは「マンネリ化」であった。有川や円谷一夫は、「オヤジは『ゴジラの逆襲』ですでにゴジラを描き切っていた」と述べているほどで、新味の無くなった『ゴジラ』が飽きられることは、特撮映画全般の制作にも影響が及ぶ。実際、『キングコング対ゴジラ』以降、円谷は新怪獣の造形に力を注ぎ、その描写にゴジラ以上のカットを費やしている。ついにゴジラが宇宙へ飛び出した『怪獣大戦争』で、ゴジラものの企画は限界に来た感があり、実相寺昭雄は本多猪四郎の言として「段々怪獣の数が増えて情けない」との当時の円谷のボヤキを紹介している。特殊美術の入江義夫は、円谷が「あまり怪獣ものを続けてやるのはよくない」と言っていたと証言しており、円谷は怪獣ものは好きではないと思っていたという。撮影助手であった森喜弘も、円谷は怪獣ものを『ゴジラ』1本で終えるつもりであったと述べている。
この『怪獣大戦争』での「ゴジラのシェー」にしても、このアイディアを柴山撮影所長（当時）が提案した際には円谷は早速これを採り入れていて、「お客さんが喜ぶ面白いアイディアを入れることが出来て、本当に良かった」とコメントしている。有川によると『南海の大決闘』でのゴジラとエビラの岩石バレーボールや、加山雄三の物真似であるとかいったものも、そういった流れの一つである。
第一次怪獣ブーム時に執筆したエッセイでは、テレビも含め怪獣ものが多く制作されていることについて、競合各社が互いに食い合って共倒れにならないか危惧していた。また、怪獣映画が海外で人気となっていることについても、日本映画が海外進出するきっかけになったことを自負しつつも、怪獣映画ではなく芸術映画を評価してもらいたいとの旨を語っていた。

## 円谷と戦意高揚映画
東宝は戦時中、軍人教育用の教材映画、国威発揚のための戦意高揚映画の制作を行う。この背景には、当時のメディアが全て軍に支配されており、映画用の生フィルムも統制品であったことがある。「線画（アニメ）」を用いた教材映画は、コマ撮りであるためNG率が低かったため、フィルムをうかせてこれをNGとして計上し、別途特別配給を受け、戦意高揚映画ではない一般映画、娯楽映画にこれを回していたのである。『飛行理論』（1939年）や『水平爆撃理論編・実践編』（1940年）といった「教材映画」があってこそ、『エノケンの孫悟空』（1940年）や『川中島合戦』（1941年）などの娯楽映画も制作できたのである。
こうした事情から、東宝も万全の体制で軍協力映画の制作にあたり、円谷は必要不可欠な特撮技術者としてその陣頭指揮を執った。しかし、軍が協力するといっても「戦意高揚映画」制作は一筋縄ではいかなかった。
『ハワイ・マレー沖海戦』は、海軍省の至上命令で制作された映画であるが、円谷が航空母艦（空母）や戦闘機の資料写真を要求しても、「カツドウ屋など信用できるか」のひと言のもと、一切が機密扱いで提供を拒まれ、セットの資料にも事欠き、本編監督の山本嘉次郎も円谷も頭を抱えるような有様であった。しかもこの映画では、海軍を相手の完成試写の際に、甲板のセット（資料提供が受けられないため、アメリカの空母を参考に作った）に対して宮家の人間が激怒し、あわや公開差し止めとなりかけるという始末であった。円谷も山本もこのことを「はらわたが煮えくり返った」と述懐しており、山本は「誰がどうやってあの事態を収めて公開にこぎつけられたか、今でも分からない」と後に語っている。
そのような軍主導の映画制作であっても、円谷はあくまで特撮の技術向上に努め、ミニチュアワークを使用し娯楽要素を盛り込んだスペクタクル映画制作に徹している。後年の日本における特撮映画の発展は、これら戦意高揚映画での技術の積み重ねがあってのものだったとされる。
円谷はこうした「教材映画」「戦意高揚映画」への加担を理由に、戦後GHQによって公職追放処分を受けるが、戦後このことについて一切の言い訳をしていない。円谷にしてみれば、題材がどうあれ、ベストを尽くした仕事であり、そして、どのフィルムも、円谷が憧れた飛行機が活躍するのである。円谷の下で数々の教材映画に関わった鷺巣富雄は、「同じことをしたウォルト・ディズニーは戦後見返りに土地を提供され、ディズニーランドを建てた。ようするに、“勝てば官軍”なのだ」と語っている。
有川によれば、『ゴジラ』以前の円谷は『ハワイ・マレー沖海戦』で評価されていたが、円谷自身は「特殊技術=戦争映画」と思われていたことを嘆いていたという。

## 活動

### 撮影
円谷英二は本来、専門は戦前・戦中から一貫してカメラマンであり、乏しい予算や条件を補うために特殊撮影を始めたのである。来歴にあるとおり、外国の映画に負けない斬新な画面を作ろうと、ホリゾント撮影を日本で初めて行ったり、林長二郎（長谷川一夫）デビュー作の『稚児の剣法』（1927年）では多重露出を試みたりしている。この幻想的な多重合成を用いた立ち回りは大評判となった。長谷川は『稚児の剣法』で円谷から様々な動きを指示され、それを丹念に巻き戻しては撮り重ねていたことを、忘れ得ない思い出として後に語っており、「自分もテヘラ亭（円谷）の終焉の地である伊東に別荘を建てて住みたい」と書き残している。
今では当たり前のように使われている撮影手法である、「なめ（画面の手前に物を置く撮影手法）」の技法や、「クレーン撮影」、「キーライト」を、戦前の、白塗りの歌舞伎役者が俳優を務めていた時代に初めて用いたのも円谷である。ビール瓶のかけらをフィルター代わりに用いて「擬似夜景」も撮影しており、有川貞昌はキャメラマンの三浦光雄による、「日本で色フィルターを使って撮影したのは円谷さんが初めてだ」との証言を伝えている。
後年、円谷が富岡に語ったところによると、手回し時代のカメラで撮影する際は、どの程度のクランクの回転速度で何コマ撮れるかを体で覚えており、感覚で回すことができたという。
日活気鋭の林長二郎を売り出そうと、円谷はクレーンによる俯瞰撮影や様々な撮影手法を衣笠監督と検討し、採り入れた。そして、その「キーライト」で林を撮り、円谷は日活を追われてしまう。かてて加えて、「アイリス・イン/アウト」画面を作るために、瓶の底を抜いたものをレンズの前で動かしたり、生合成のためにレンズフィルターに貼る黒画用紙とはさみを持ち歩き、仕掛けを用意する間、スタッフをその場で待機させるといった円谷の姿は、当時のカメラマンたちには全く理解不可能なものであった。こうした姿を「怠けて遊んでいる」と捉えられ、「ズボラヤ」などと揶揄されて、現場から排斥される要因となった。東宝に入社して一年ほどはスクリーン・プロセスばかりやらされ、「俺はスクリーン・プロセスをやるために東宝へきたんじゃない」と嘆く日々であった。
当時、円谷の仕事といえば、このスクリーン・プロセスしかなく、あとは「オプチカル・プリンター」の設計・製作とその実験・研究のみであった。円谷が熱望した「オックスベリー社」の「オプチカル・プリンター」は、現在価格で数億円もするもので、到底購入など不可能であり、円谷を東宝へ招いた森岩雄の力をもってしても、「研究費は出すが人までは出せぬ」との処遇で一杯一杯であった。部下のいない孤立無援の状況で、円谷は自前の機械で合成実験をするしかなかったのである。当時の日本に、光学合成機の資料などなく、円谷はアメリカから専門本を取り寄せ、和訳してもらって独学でその知識を学んでいた。
円谷が課長を務める特技課内の線画室にいた鷺巣富雄によると、線画室長の大石郁雄と円谷とは仲が悪く、人のやり取りもはばかれるほどだったという。直属部下のいなかった円谷は、新人の鷺巣にこの「オプチカル・プリンター」の助手を頼んでいたが、これも大石が出征中で一時不在だったため出来たことであって、鷺巣も退社後や休日に、隠れるようにしてこれを務めるというような状況であった。こうした状況を一変させたのが、東宝の「戦意高揚映画」への参加である。これを機に円谷の特技課に続々と人材の充実が図られ、突如大所帯となっていく、まさに掌を返したかのような打って変わった処遇振りであった。
こうした「戦争映画」の特撮で、円谷は観客の心理を逆手にとって、飛行機のミニチュアを逆さに吊って操演したものを、天地逆さまにしたキャメラで撮影したり、また、飛行機とキャメラを同一固定し、バックの空を回転させて急旋回の画を撮ったり、飛行機は固定して背景の山並みを回転させて山間部を掠め飛ぶシーンを撮ったり、また、洋上の艦隊を雲間から見下ろすカットのために寒天で大海を表現してみたりと、まさに尽きせぬアイディアで、いかにリアルに飛行機を飛ばすかの撮影トリックに心血を注いでいる。こういった、「ミニチュアを天地逆さまにする」といった撮影手法は、戦後のSF特撮映画でも、これに火を放ってはうような火災を表現するなど、発展させ応用されている。そんな中でも、軍の意向に振り回されるだけでなく、松竹映画に「一番弟子」の川上景司ら特技スタッフを引き抜かれるなど、戦争末期まで不本意な事態に煩わされ続けている。
こうして積み重ねたキャリアにもこだわらず、日本の敗戦という状況の中、公職追放という形で、円谷はまたも現場を追われることとなってしまう。この公職追放の時期、円谷と飲み友達となっていた伊福部昭によると、円谷は現場に対する不満をよくこぼしていたという。
線画室時代に円谷に師事した鷺巣富雄は、円谷から「特撮映画の三大要素」として、「キャメラワーク・ミニチュアワーク・合成ワーク」を徹底指導され、「映画技術はまだ50%しか完成されていない。後の未開拓の50%は君がやらないといけない」と何度も言われたという。実相寺昭雄はTBS時代、テレビドラマのラストシーンで、冬でもないのに紙吹雪の雪を降らせたことで局から散々に怒られたが、円谷には逆に「あの吹雪はもっと多いほうが良かったね」と褒められたという。
『加藤隼戦闘隊』で山本嘉次郎の助監督として円谷の特撮現場を目の当たりにした本多猪四郎は、「まるで物理の実験で、新しい発見をしようとしている作業と違いがない」と感じたと語っている。
特技監督となり、東宝の看板ネームとなってからも、こうした撮影技術者としての視点から立脚した取り組み姿勢は、『ゴジラ』第1作の企画段階で人形アニメによる撮影を主張したり、『ウルトラQ』制作時に、わざわざ新規にオックスベリー社の最新式オプチカル・プリンターを購入するなど、撮影者としての立場からの数多くのアプローチにも表れている。
照明技師の斉藤薫は、特撮監督としての円谷のカメラワークはメインポジションを決めたら横移動かクレーンでの上下移動のみでカメラ自体が前へ迫っていくことはなく、被写体がカメラへ迫ってくることを要求したと証言している。また、セットをカメラの反対側から撮るようなこともなかったという。
俯瞰撮影に用いるイントレを折りたたみ式にし、ロケーション撮影でも手軽に持ち運べるようにした。

### 編集
円谷はフィルム編集でも敏腕を振るい、映画関係者からは「編集の神様」と呼ばれた。有川貞昌によれば、編集は必ず円谷自身が行っていたという。円谷の助監督を務めた浅井正勝によれば、円谷は撮影したカットの撮影時の状況や保管場所まで記憶していたという。スクリプターの鈴木桂子は、編集プランは円谷の頭の中にしかなく、台本にない描写を撮影することも多かったため、一般的な「カット○○、シーン☓☓」という記録はできず、「空中戦の1」「空中戦の2」といった記録の仕方になったという。
『空の大怪獣 ラドン』では、西海橋のミニチュアがラドンの着水とともにへし折れるタイミングが、本番で少し狂ってしまった。特撮スタッフは西海橋の作り直しを覚悟したが、円谷は意に介せず、編集によって屈指の名シーンにまとめてしまった。同作では、ラストでラドンが阿蘇山に墜落するシーンでも、アクシデントでラドンのミニチュアが途中で落下してしまったが、円谷は後で何とでもできるとこれも動じず、フィルムの巻末までこれを撮り切らせた。気を揉むスタッフを前に、思わぬいい動きが撮れたと、編集室で上機嫌だったそうである。
この一件について「ラドンを吊り上げるピアノ線が切れたのを『苦しんでもがいているように見える』として、撮影を続行した」というエピソードがまことしやかに語られているが、これは厳密には間違いである。正確には円谷は、ピアノ線が熱（マグマを溶鉄で表現していた）で切れたのを操演スタッフのアドリブと勘違いしただけであった。
『ゴジラ』ではCキャメラ担当の真野田陽一がうっかり通常スピードでフィルムを回したものを怒りもせず、「ああいう動きでもいいかなあ」と、以後これ（1.5倍速）を採り入れている。また『ゴジラの逆襲』では、高野宏一が間違えてコマ落としにしてキャメラを回してしまった。若い高野は失敗に気づいて思わず号泣したそうであるが、円谷は現像で上がってきたゴジラのギクシャクした素早い動きが面白いとして、当作では怪獣のカットにこのコマ落としを採り入れてしまった。『宇宙大怪獣ドゴラ』では、ドゴラが天空から石炭を吸い上げる特撮があるが、当時のミッチェル・キャメラには高速度での逆回転撮影の機能がなかった。そこで円谷はキャメラを天地逆さまにして石炭が降るカットを撮り、現像の上がったフィルムを裏表逆にして、さらに、フィルムの進行方向を逆にし、落ちていく石炭を逆に空へ舞い上がらせるという映像に仕立て上げて、これを解決した。有川貞昌がこの手法を初めて教授されたのは『白夫人の妖恋』でのことであったが、口で説明されても全く理解できなかったという。完成画面でやっと飲み込めた有川は、改めて円谷の発想に驚嘆したという。
常々「特撮にはNGはない」と円谷は口癖にしていて、限られた予算や日数を前に、少々のアクシデントをものともしない編集術が数々の特撮カットを支えていた。ただ、画面の隅にスタッフが写ってしまったり、余りにもひどいカットが続いたりした時には、さすがの円谷も「いくらなんでも編集でごまかすにも限度があるぞ！」とキャメラマンたちを怒鳴りつけたそうである。円谷組が1本の映画で会社から託されるフィルムは3万フィートほどであり、高速度撮影が欠かせない特撮では、フィルムの無駄遣いは絶対に許されないことだった。
長時間の準備を必要とする特撮現場では、スタジオの隅に特設の編集室をしつらえ、また、ロケ先では、旅館に編集機材を取り寄せて、寸暇を惜しんで現像の上がった特撮フィルムを編集していた。編集室に吊るしたフィルムの、どんなカットがどこにあるか全てを空で把握していたという。撮影作業が早く終わった後は、特設の編集室にこもり、ひたすら編集作業を行っていた。仕事は終わったので有川らは帰ってもよかったのだが、円谷の手前そうもいかず、夜半まで付き合うことしばしばだったそうである。
特撮カットで尺がわずかに足りない、というような場合でも、円谷はこの吊るしたストックフィルムから抜き出したカットで巧みにつじつまを合わせていた。後年、有川貞昌は、「オヤジ（円谷）がうまいこと昔のフィルムで埋めちゃうもんだから、田中さん（田中友幸）がそんなもんで出来るのかって思っちゃって、どんどん予算を削られちゃってね」と語っている。
円谷は、他人が使わないだろうと思うフィルムも細部まで記憶しており、編集の石井清子や記録の久松桂子らはカット屑を捨てることができなかったという。一度、円谷が爆発カットのつなぎにと考えていた数秒の白抜けのフィルムが、どうしてもラッシュフィルム（現像の上がってきたばかりの未編集フィルム）に見当たらず、大騒ぎになったことがある。円谷は青くなって現像所まで押しかけ、そこで不要と判断して捨てられているのを発見、事なきを得たという。あとで現像所のスタッフは全員で、円谷の元へ謝りに来たそうである。
合成でフィルムの裏焼きも多用するため、戦記映画の飛行機などに描かれる数字には「0」「1」「8」など反転しても問題のないものが使われるようになった。
円谷組のメインキャメラマンは、有川貞昌（主に引きの画面担当）と富岡素敬（主に寄りの画面担当）が務め（後期はこれに真野田陽一が加わる）、円谷は「絵コンテ」で画面のイメージを伝えた後は、アングルなどすべて彼らに任せていた。その代わり、舞台で言う「上手と下手」の使い分けを、演出の際の心がけとして常に指示し、画面の構図として、常に「二等辺三角形」のパースを口酸っぱく言い続けていた。編集の際にも、この位置関係を常に念頭に置いて、ことに本多猪四郎とは綿密な打ち合わせの元、スムーズにカットをつないでいる。特撮班との連携をあまり重視しない稲垣浩と組んだ『士魂魔道 大龍巻』での竜巻シーンの特撮では、この原則が崩れているのがよくわかる。
ただ、円谷は特撮のラッシュ・フィルムは、特撮班以外に、決して他人に見せなかった。伊福部昭によると、ラッシュ時にも特撮部分だけ白抜けのフィルムをつないでおくということを平気で行っていたほどだった。1作目の『ゴジラ』でも、「あそこからぐわーっとゴジラが出てくるんだよ」といった具合で、伊福部もこれには音楽プランが立たず、閉口したという。コンビの長い本多猪四郎であってもそれは同じで、スタッフは試写で初めて円谷の完成した特撮を目にするのが恒例だった。有川は、本多からラッシュを見せるよう要望され、円谷との板挟みになることがしばしばあったという。この理由のひとつには、編集前のNGカットを見られ、悪い風評が立つことを怖れたからではないかと、円谷組でキャメラマンを務めた富岡素敬は語っている。有川も、特撮研究所時代に未完成のフィルムを見た関係者に円谷が完成予定を説明しても理解されなかったことがあり、円谷は「仕上がりもわからずに良否を判断されるのは嫌だ」と述べていたことを証言している。
一方で、徹夜続きで考えがまとまらない状態で編集を行い、無意識にフィルムを切りすぎてしまい後で貼り直すこともあったという。
後にゴジラシリーズで特技監督を務めた川北紘一は、円谷から直接教わったのは編集であったといい、編集を第2の演出であると語っている。

### アニメ演出
特撮監督として知られる円谷だが、アニメ演出家としての側面も持っている。円谷が初めて制作した映画は、巻紙をフィルム代わりに、マッチ棒を一こま一こま描き込んだ、小学生の折の自作のアニメ映画である。東宝では特技課内の線画室の動画技術を指導する立場でもあった。
線画室にいた鷺巣富雄（うしおそうじ）は、円谷と組んで制作した教材映画で、「スチール・アニメーション」という動画手法を創案している。撮影した映画フィルムをひとコマずつスチール写真に焼いて、これを引き伸ばし、あるものは背景に、あるものは切り抜いて、セル画のように重ねてこれをコマ撮りする、白黒フィルム作品で絶大なリアルさを発揮する、簡便な「合成」手法だった。ピープロ時代ののちのちまで多用されるこの手法も、鷺巣は円谷の撮影技法がヒントになって出来得たものであると語っている。
また、『キング・コング』に触発され、後年に至るまで幾度となく人形アニメの手法を作品に取り入れている。東宝特撮お得意の光線作画では、仕上がってきた動画に、「この光線には力がこもっていない！」と怒鳴り、セル画を廊下へ投げ捨てたというエピソードも残っている。光線の動きは、ラッシュ段階でポジフィルムに円谷自身が鉄筆で描き込み、指示していた。光線作画を担当していた川北紘一は、円谷のこのカリグラフによる指示が、光線のタメやタイミングを学ぶうえで大いに役立ったと述べている。大映映画『釈迦』で数十カットに上るアニメ合成を担当した鷺巣は、試写で円谷に「よく実写とアニメの融合を果たしてくれた」と激励され褒められたといい、また、欧州視察した先では『サンダーバード』の撮影現場を見学し、帰国してからミニチュア撮影と人形アニメの独自新案について聞かされたと語っている。
来歴にあるアニメ会社設立の話も、アニメ映画製作に理解がない東宝が、カーク・ダグラスからの誘いを断ってしまったことによる。アニメ制作の現場は独立一貫した制作体制となるため、東宝争議を経験した東宝としては、直接管理の目が行き届かないアニメの現場を嫌ったのである。ダグラスはなおも、セントラル映画社（英語: CMPE, 戦後の占領時期に、GHQの肝煎りで設立されたハリウッド映画の統括配給会社）出身の伊勢寿雄が興した会社を通して、円谷に個人的に話を持ち込んできたのだが、アニメ撮影用のマルチプレーン撮影台、専用キャメラ、オプチカル・プリンターまで貸与するという好条件だった。その熱意からもかなりの大作を構想していたことがうかがえる。この話が流れた後も、円谷もうしおも伊勢もアニメ映画制作が諦めきれず、「TSプロ」設立を含め、なお企画を練っている。円谷は実写とアニメを融合させた、かなりファンタジックな作品を構想していたようである。これがもし実現していれば、その称号に、さらに、アニメ監督の肩書きが加わっていただろう。

### 円谷特技プロ社長
円谷は1963年に東宝の出資を受け、株式会社円谷特技プロダクションを設立する。これに先立つ1947年に、円谷は一度東宝を辞め独立しているが、これを聞いて円谷を訪ねた有川貞昌は円谷からその理由として、「俺がいくら努力したところで、映画における俺の存在価値はわずかなものだ。この映画は円谷英二の映画じゃなく、○○監督の映画を手伝っているにすぎないんだ。俺はそれが満足できない、いつの日か俺が本編を演出する形で映画を撮りたい。会社組織の中では自由な企画は望めない、そのために俺は独立したんだ」との胸の内を聞かされたという。
円谷の中でのこうした思いは、若手育成のための「円谷特殊技術研究所」設立となり、やがて1960年に円谷がアニメ技術の導入を東宝に拒まれたことや、これに対するその後の「TSプロダクション構想」、専属契約の解除へと繋がっていく形で、ついにこの「円谷特技プロダクション」設立となったのである。円谷皐はこのプロダクション設立について、「経営面はさておき、良い仕事がしやすいようにとの考えからのものではないか」としている。
こうしてプロダクション経営者となってからも、その姿勢はあくまで撮影技術者であった。『ウルトラQ』ではオプチカル・プリンターを新規発注し、『マイティジャック』では万能戦艦MJ号の発進場面を撮るために当時世界最高速度撮影が出来る35mmミッチェル・キャメラを購入してこれに当たらせるなど、機材面での万全を期している。テレビ番組であるこれらの作品だが、高速度撮影が主体の特撮シーン（『ウルトラQ』では本編も）は、画面が不安定な16mmフィルムではなく、映画用の35mmフィルムで撮影し、合成画面ではブルーバック手法を採るためカラー撮影し、わざわざ16mmに白黒で再プリントする破格ぶりであった。
円谷は『ウルトラQ』や『ウルトラマン』では、「監修」名義で若いスタッフにこれらの制作を任せ、最終的にフィルム編集を行う形で、納期に関係なく特撮カットに厳しいチェックをしていた。これが両作の高い完成度に貢献すると同時に、次第に現場を逼迫させることとなっていった。『ウルトラQ』においては半年の放映期間分を2年かけて事前に製作する劇場作品並みの体制を採ったが、『ウルトラマン』では最終的に制作が放映に間に合わなくなり、中盤からの製作スケジュールは、フィルム納入が放映数日前が常態化。自身も現場に足繁く通い、若いスタッフへの配慮から『ウルトラQ』では第12話の怪鳥ラルゲユウスの巨大化シーン、『ウルトラマン』では第19話の怪獣アボラスとバニラの戦いなどを、多忙な中、直接演出している。しかし、スタッフは徹夜の連続で疲労困憊は限界に達し、ついには放映打ち切りの原因となった。
これら破格の製作体制は当然、経営を圧迫したが、円谷はあくまで特撮の品質にこだわった。円谷特技プロでは副収入の手段として、怪獣のぬいぐるみのイベント貸し出しを提案したが、円谷は「映画の大切な小道具を見世物にできない」として、これを許さなかったという。TBSなどの説得もあって、結果的にこれは円谷特技プロの経営を助けることとなり、のちのちのビジネススタイルの基となるのだが、これは円谷の本意ではなかったということである。テレビ番組を制作していても、スタンスは一貫して映画人だった。
しかし、プロダクション社長としての経営面での心理的負担は重く、加えてこの時期に糖尿病が悪化。円谷皐はこの自社作品の視聴率の動向にやきもきする毎日に心臓を痛め、グリセリンを服用するようになった円谷の姿を伝え、会社経営がその健康に悪影響を及ぼしたことは否めないとしている。
プロダクション社長となった円谷が、最晩年まで構想していた企画は、映画『かぐや姫（竹取物語）』と、『ニッポン・ヒコーキ野郎』だった。結局両者とも実現することはなかったが、円谷プロの作品には、後年まで『かぐや姫』のイメージが受け継がれ続けている。

## エピソード
用語
「特撮」という言葉を創ったのは円谷である。それまでは「トリック撮影」などと呼ばれていた。有川貞昌は、二代目の特撮監督になった際、「オヤジを前にして“特撮監督”を名乗るのはおこがましい」として、またもう一つには同じ称号に対する憧れもあって同じ「特技監督」を名乗った。円谷プロでも、高野宏一ら後進はこれに倣っている。
映画における画面合成技法であるブルーバック・システムという用語は、円谷が名付けたものである。日本初のカラー特撮である1956年の『白夫人の妖恋』の製作を前に、円谷はまず撮影班とともに東洋現像所に日参し、イーストマン・カラーのフィルムを1か月にわたって実践研究した。さらに、前年に日伊合作映画『蝶々夫人』で渡欧主演した八千草薫との談話から「青いホリゾントの前で芝居をした」との証言を得て、「これはカラーフィルムによるダンニング・プロセス（Dunning Process）であろう」と推測し、これを「ブルーバック・システム」と名付けた。白黒作品での「ダンニング・システム（トラベリング・マット）は『ハワイ・マレー沖海戦』で実現していたが、初使用であるイーストマン社のカラーフィルムで、しかも独自研究の末に、円谷は見事にこれを成功させたのである。ブルーバックに必要な合成用のカラー現像は、ちょうどこの時期に渡辺善夫と築地米三郎が大映で発色現像実験に成功しており、渡辺の報告を受けた円谷は向山宏とともに大映へ赴き、築地に教えを乞い、築地も成功なったばかりの合成用カラー現像の技術を全て円谷に伝授している。

技術の先駆性
「円谷特殊技術研究所」の研究員だった佐川和夫によれば、『太平洋の翼』当時、この研究所で零戦のミニチュアと、アームに付けたキャメラをそれぞれコマ撮りで動かすという撮影手法を行っており、この手法はコンピューター制御の「モーション・コントロール・カメラ」に先駆けた、言わば「手動式モーション・コントロール・カメラ」だったと語っている。また、「チェーン駆動でキャメラをレール移動させる」という形でのモーション・コントロールは、『妖星ゴラス』などで既に採り入れていた。
東宝プロデューサーの田中友幸は、当時は機材も発展途上であり、理論的にはわかっていてもやりようがなかったが、自分たちの持っている力でどこまでできるか妥協せず、粘り強くいいものを作ろうという姿勢を貫いたのが円谷であったと語っている。

照明
準備に時間がかかり、さらに、特撮セットの莫大な照明量を支える電源確保のため、円谷組の撮影は、決まって定時を過ぎた18時から準備に入り、夜半から朝にかけて本番に挑む流れとなっていた。一度に照明を全部点けると配電盤のヒューズが飛ぶほどで、この使用電力の莫大さに、撮影所内のほぼ全ての電源を回さねばならなかったのである。やっと撮影が終わるのが朝の5時ごろということも多く、「やっぱりゴジラは5時だ」という駄洒落がスタッフの間で交わされた、という逸話まで残っている。昼間にミニチュア設営など行う場合には、こうした事情で照明をひとつだけ点け、薄暗い中で行うことも多かった。一方、昼間の撮影所で大電力を独占していたのは、黒澤明監督の黒澤組だった。当時の東宝撮影所内では、この二大巨匠による電力配分の取り合いが恒例となっていた。

『キング・コング』からの影響
円谷は1933年に映画『キング・コング』を観てその特撮技術に衝撃を受け、以後これを全ての手本としている。この映画のフィルムを特別に借りて、特撮シーンのみ焼き増したものを1コマ1コマ研究したことは来歴にあるとおりであるが、戦後、有川や富岡ら若いキャメラマンに対しても、「まず『キング・コング』を見ろ」と、ことあるごとにこれを見せた。自身も、毎日のようにこのフィルムを見ていたそうである。中島春雄は1作目のゴジラ役を頼まれた際、円谷に「このゴジラを人形アニメでやれば7年かかる。しかし、お前が演ってくれれば3月で出来るんだ」と口説かれたという。そして、中島もまず「『キング・コング』を見ろ」と言われたのは同じだった。現実的な問題で、『ゴジラ』は当初望んだ人形アニメ方式は採用されなかったが、それでも円谷はあくまで『キング・コング』に模範を求めたのである。まさに『キング・コング』が円谷組の教科書であった。

撮影指示
ミニチュア撮影時には、本番前に円谷がまず、「次は○べえ！（『べえ』は倍のこと。福島なまりである）」と、高速度撮影（スローモーション）のためのフィルム速度を口頭でキャメラマンに伝え、撮影に入った。ゴジラなどの巨大怪獣の撮影は基本的に「4倍」、ミニチュア崩壊や車両の移動などでは「2倍」などと、円谷が長年の経験で培った適切な速度を、その都度指示して本番に入っていた。高速度撮影の多用は、キャメラ的には無理が多かったのであるが、スタッフはこれを全面的に信じてキャメラを回していたのである。

ジオラマ嗜好
ミニチュアワークに対して「絶対的なこだわり」（井上泰幸談）をもっていた。『フランケンシュタイン対地底怪獣』でバラゴンが家畜を襲うシーンでも、「本物の家畜を使ったらどうか」とのスタッフの問いに、「こういうものはミニチュアでやるほうが画として面白いんだよ」と答えている。自身が飛行機や機関車などのミニチュアを製作するほどの凝り性であり、予算云々をいう次元を超えたジオラマ嗜好があったようである。このミニチュアと実景をいかに画面で融合させるか、円谷はそれをかなえる合成技術を求め、絶えず新技術を導入していた。
中野昭慶によれば、円谷は高圧鉄塔を特に好んでいたといい、初期のゴジラシリーズではゴジラと鉄塔が絡むシーンが盛り込まれていたほか、自衛隊の作戦で鉄塔を用いるのも円谷からの発案によるものであった。

描写へのこだわり
特撮の表現に関しては、残酷すぎるものや、グロテスクな描写は極力避け、過度な流血といったものを嫌った。「明るく楽しい東宝映画」という、当時の東宝の方針にも沿って、円谷の美意識の一つとして徹底されていた。日米合作の『サンダ対ガイラ』では、作品の性格柄か、ガイラが人間を食うショッキングなシーンがあるが、円谷は直接的な描写は避けている。また、『キングコングの逆襲』でも、アメリカ側は脚本段階でコングによってアゴを引き裂かれた恐竜が、その口から鮮血を流すことを望んだが、円谷はここでも血は流させず、アゴを裂かれたゴロザウルスに血ではなく泡を噴かせている。『宇宙大怪獣ドゴラ』では、空が分裂した宇宙細胞で色とりどりに染まる特撮カットの色彩が毒々しすぎるとして、「こんなフィルムが使えるか！」と怒鳴ってスタッフ一同の眼前でフィルムを引き裂いたという。
有川によれば、『ゴジラ』でミニチュアセットに電線を張る作業で要領を覚えたスタッフがカメラに映る範囲にのみ作り込みを行うようになったところ、円谷は「欲しいのは画面の外だ」と怒っていたという。
円谷作品での青空は現実的ではない鮮やかなブルーであるが、これは遠近感を出すためにフォグを流すことでちょうどいい色合いになることを計算したものであった。背景の島倉二千六によれば、この青空の塗料は自身が入る前から決まっていたものであるという。
俳優の佐藤充によれば、円谷は戦記映画で本編の演出もやりたがっていたといい、時には俳優に対し演技指導を行うこともあったという。佐藤は、本編監督ではない円谷が口を出してくることに疑問を感じつつも、円谷の飛行機への愛着を感じていたと述べている。
後年、東宝の特技監督を務めた川北紘一は、円谷について特殊技術の担当というよりも1人の演出家として凄かったと語っている。

新しい特撮への渇望
新しい特撮のアイディアを常に頭の中で練っており、味噌汁をかき混ぜていてキノコ雲のトリックを思いついたり、生活の中でそれを見出すこともしばしばだった。特撮監督の名が世界的になるにつれ、予算の限られた中で、常に新規のアイディアを盛り込んだ特撮を公開日までに間に合わせるという重圧はすさまじいものだったようで、また、昭和30年代はせっかくのフィクションが、映画の公開前に現実になってしまうような時代であり、これらのプレッシャーについて、「考えて考えて、それはもう胃に穴が開くくらいまで考え抜かないと仕事にならないんだよ」と語っている（中野昭慶談）。うしおそうじによると、『マイティジャック』のころ、よく円谷がピープロにふらりと現れて、『マイティジャック』の低視聴率をぼやきながら、1時間ばかり、社長室のソファーで休息していたそうである。
特撮を彩る造形素材については、ガラス繊維、FRP、発泡スチロール、発泡ウレタンなどといった当時最先端の材料を積極的に採り入れている。怪獣の爪や牙については、常々「もっと鋭さが欲しい」と漏らしていて、美術スタッフの村瀬継蔵が『妖星ゴラス』の怪獣マグマの牙にポリ樹脂を使ったときには、「どこでそんな象牙見つけたんだ？」と大喜びしていた。『宇宙大怪獣ドゴラ』では、村瀬がまだ市場に出ていなかったソフトビニール素材を見せ、一から造形するとなると非常に予算がかかることを説明すると、「君がそんな心配しなくていい、会社にお金を出させるのは僕なんだから！」と即断で採用を決めている。スタッフは、円谷のイメージを汲み取って映像化することにひたすら努める、という製作体制だった。
1959年の雑誌取材の中では「映画製作は、もっと合理的になるべきですよ。画かきが絵筆で画をかくように、映画も自由な絵が書けなければウソですよ。もっと技術も進歩し、信用されなければ」と語っている。
本多は、円谷による数々の新案の中で「寒天の海」を最も驚いた特撮技術に挙げている。
美術の井上泰幸は、円谷は1作ごとに映像的な新しい挑戦を行っていたと評しており、井上自身も初めての手法に苦労することもあったがやりがいを感じていたと述懐している。
有川は、円谷がアイデアマンであるという評価に対して否定的な見解を示しており、円谷はいろいろなものを記憶していてそれらを組み合わせる合理的な思考をしていたが、結論だけを先に言うため周囲からは感覚が鋭いのだと思われていたと述べている。

子供に対する姿勢
照明技師の原文良によれば、円谷は子供の側に立ってものを考えていたといい、子供に不安な気持ちを持たせないことを心がけていたという。流血描写を避けていたのも子供に血を見せないためであった。
撮影助手であった森喜弘によれば、『日本誕生』の特撮現場を取材した新聞記事で、八岐大蛇の写真に写っていなかったピアノ線を描き足したため、円谷は「子供の夢を壊した」として取材拒否をしたという。
また、子供の世代交代により作品が観られ続けていくことで人気が保たれることを予見していた。

その他
有川によれば、円谷は特撮が「映画のマジック」と称されることを嫌っていたといい、ミニチュアは現実に即していかに大きく見せるかが重要であるということを語っていたと証言している。
佐原健二によれば、円谷が円谷特技プロ設立構想を掲げた際は、この映画界の巨人の動向に業界が大騒ぎになり、円谷はもう東宝と仕事をしないのではないか、または、映画制作を独自で行うらしいなど、スタッフのみならず俳優たちまで様々な噂で持ちきりだったという。
一度、本番で「用意、スタート！」と叫ぶところ、「用意、スカート！」と叫んでしまい、スタジオ内は驚いて静まり、円谷自身も苦笑していた。後々まで円谷は「何であんなことを言ってしまったんだろう」と振り返っている。
ビル街で特撮のロケハンをしていて、「次（の映画で）はあのビル（のミニチュアを特撮で）を壊そうか」「あっちのビルを燃やそうか」などとスタッフと話していて、通りかかった警察官に不審尋問を受けたことがある。

## 人物

### 誕生日
円谷家の子孫の1人（英二の叔父の孫）で、英二とも面識のあった円谷 誠は、英二本人は自身の誕生日を、1901年7月7日と信じていたが、円谷家に残る家系図や戸籍上の記載は同年7月10日であったことを明らかにしている。それもあってか文献によって「5日」、「7日」、「10日」と様々であるが、円谷プロダクション公式サイトの「創業者・円谷英二」の項では、現在の関係者間では「英二の誕生日は7月7日」が共通の見解となっており、その見解を尊重、踏襲すると記されている。
なお円谷誠は、明治時代の戸籍であることから、出生届を出し遅れて記録上は10日付で登録されてしまった可能性を示唆している。

### 苗字
前記の通り、苗字の同じ円谷幸吉も同じ須賀川市（当時は町）の出身である。戸籍上の姓の読み方が「つむらや」であった点も同じであった。鷺巣富雄によると、「初対面の人には大抵、“エンヤ”とか“エンタニ”とか呼ばれるんだよ」とよくぼやいていたという。

### 性格
円谷は子供好きであった。子供にサインを求められると、自分の名前を図案化した「スキーボーヤ」を描き、大人には「子供に夢を」と書いた。『モスラ』で幼稚園児からファンレターが来た際には、仕事の合間にモスラを作り、プレゼントしている。東北地方で怪獣ファンの児童が交通事故死した際には涙を流し、小さな怪獣を作って仏壇に添えてあげた。有川貞昌の長男によれば、友人を連れて撮影所を見学した際は円谷が直々に案内してくれたといい、蕎麦を食べさせてもらったり、土産にミニチュアをもらったりするなどもてなされたことを述懐している。
短気な面もあり、広瀬正一は1966年、「また、怪獣役を頼むよ」と言われた際に「ちょっと別のシャシンが入っているんで」と答えたところ、「ああ、じゃあもういい！」と言われ、それきり怪獣役は回ってこなかったという。また、特殊美術の青木利郎によれば、ある作品で制作担当が「スポンサーでない看板を目立つ位置に置くな」とミニチュアセットの看板を変えさせたところ、円谷は「美術は一生懸命やっているんだ、何で変えるんだ」と珍しく激怒したという。スクリプターの鈴木桂子によれば、このとき円谷は相手の制作担当の胸ぐらを掴んでいたという。
中島春雄によれば、スタッフには毎回凄く怒っていたが、俳優には絶対怒らなかったという。また、怒るのも計算ずくであったといい、怒ってもすぐに笑顔になっており、さっぱりとした性格であったと述べている。特撮班カメラマンの富岡素敬は、要領が良かった有川貞昌に対し、自身が円谷から怒られる立場にあったと述べている。一方で、撮影助手であった鶴見孝夫や鳥海満らは、鶴見ら当時の若手が失敗しても円谷は直接怒らず、有川らを叱っていたと証言している。
何につけても判断が早く、即決で物事を進める性質だった。『ウルトラQ』制作時にも、企画段階にもかかわらず、当時で4千万円するオプチカル・プリンターを払える当てもなしにアメリカに発注してしまったというエピソードが残っている。
特撮の打ち合わせで、テクニック上不可能と思われる方法を問われても必ず「出来るよ」と答えていたという。助監督を務めていた中野昭慶は、「プロなら絶対にできる」というのが円谷の姿勢であり、あえて自身を過酷な状況下に置くことで、最高のアイデアや技術を生み出していたと証言している。
ロケ先で雨天待機になった時など、旅館にあった三味線や、旅館中の壊れた時計全部を持ってこさせ、暇潰しにそれら全てを一晩で直してしまったことがある。驚く女中たちに、「こういうものは雨が降っていると、湿気の関係でうまく直るんだよ」などととぼけていた。また「なぜか時計が壊れやすい」という女将に対し、置き場所が悪いとして「南を背にして10時の方向に置くのがいちばん良い」と、時計を置く位置まで指示した。あとで助監督であった中野昭慶がその真偽を問うと「そんなことあるわけないじゃないの」と答え、旅館の女将が驚く顔を見たかったのだという。
「空中を飛ぶ飛行機は、どうやって爆発させているんですか？」と取材で聞かれた際には、「あれは火薬をピアノ線で吊っておいて、そこに飛行機をぶつけて爆発させているんだよ」などととぼけた返事をしている。
円谷の補佐を務めていた有川は、「モノを考えると熱中する」ことを円谷の強みに挙げており、中途半端に妥協するようなこともなく、作品完成への執念は凄まじいものであったと語っている。東宝プロデューサーの田中友幸は、円谷は職人肌の凝り性であり、いい画を撮るためなら徹夜作業も平気で行っていたといい、一度OKになったシーンも納得いかなければ独自に撮り直していたこともあったという。
中野昭慶は、円谷から「モノを考えるとどこが痛くなるか」と問われ「頭」と答えたところ、円谷から「胃袋で考えろ」と窘められたという。中野は当時は理解できなかったが、自身が特技監督になって物事を突き詰めると頭が痛くなるだけでなく胃がキリキリするようになり、是が非でも答えを出すようになったと述べている。
『ゴジラ』などに出演した宝田明は、実際の円谷は巨匠というよりも木工所の親父さんや金物屋の主人という印象であったといい、ジャンパーに登山帽というスタイルが多く、ネクタイ姿を見たことがないと述懐している。また、宝田は円谷は普段は寡黙であったと述べており、『マタンゴ』などに出演した水野久美も円谷はシャイであったと証言している。一方で、佐原健二や土屋嘉男は、特撮の現場を訪れると円谷がゴジラがどう見えるかなど特撮の面白さを語ってくれたと述懐している。
編集の石井清子によれば、円谷は服装が洒落ていたが、シャイなため新しい服を着てきても暑くもないのに「暑い」といって上着を手に持って部屋に入ってくるなどしていたという。

### 趣味・趣向
酒
大変な酒豪で知られた。身体は非常に丈夫だったそうで、風邪でもなんでも「玉子酒」で治してしまったという。定時を超え、深夜まで編集作業を1人行っていても、翌日は必ず9時に現場入りする毎日で、若いスタッフは円谷より先に帰るわけにも行かず、遅れて出社するわけにも行かず、大変だったそうである。
本多が円谷から聞いた昔話によれば、円谷は『ハワイ・マレー沖海戦』の試写が成功して嬉しくなり酔い潰れ、本人は記憶をなくしていたがタクシーと喧嘩になり、朝起きると渋谷の警察署の留置所に入れられていたこともあったという。
中野昭慶によれば、カメラマンと2人で飲んでビールの空き瓶を4畳半の部屋に並べて1周させ、その後口直しとして日本酒を2升開けたという。
作曲家の伊福部昭は、月形龍之介と小料理屋で呑んでいたときに円谷が酒席に加わってきたのが円谷との最初の出会いであったと述懐している。
晩年は糖尿病のため医師に制限され、乾杯の際は焼酎をスポイトで一滴落とした水を飲んでいた。中島春雄によれば、1960年代ごろには円谷は酒を飲んでいなかったが、正月だけは少し飲んでいたと証言している。
スクリプターの鈴木桂子は、円谷が毎晩酔っ払って帰ってくる姿を見た長男の一が泣いたため酒をやめたと円谷から聞かされていたが、円谷の通夜でこの話を妻のマサノにしたところ「それは嘘だ」と告げられた。

食生活
円谷は豚カツやゆで卵が好物で、「2年間カツ丼を食べた」と豪語したこともあった。ゆで卵も、塩をつけず水も飲まずに26個食したのが最高記録であった。ロケでは売店を見つけるとゆで卵を買い、待合室で5、6個を食べていたという。
しかし、晩年は糖尿病によりコレステロール値が上がるこれらを禁じられていた。妻に隠れてトンカツ屋に行くこともあったが、円谷は少し食べて残りを助監督の中野に譲っていたという。
昼食は妻の指示でざるそばを食べており、スタッフには「家では毎日コンニャクを食べさせられる」とこぼしていた。
白飯に冷めた味噌汁やすき焼きの残り汁をかけることも好んでおり、夜中に台所に忍び込んでこれを食すことを「盗み汁」と称していた。ロケの昼食で入ったレストランでも、従業員のまかないであるすき焼きの残り物を頼もうとしたこともあった。
夏にはところてんを好んでいたといい、中野は何度も買いに行かされたという。

タバコ
円谷はヘビースモーカーであったことも知られる。宝田は、円谷と伊福部昭とえいばタバコのイメージであったと述懐している。中島春雄も、円谷はタバコを離さない人であったと証言している。
有川によれば、円谷はイライラしているときはタバコの本数が増えていたといい、その際は円谷に近づかなかったと述べている。
撮影助手であった鶴見孝夫は、毎日タバコを買ってくるよう指示され、仕事よりも優先して買いに走ったという。

特技
ギター、三味線が得意だった。東宝内に設置した円谷特殊技術研究所には、愛用のギターを置いてあって、合成待ちの間など暇があると大衆歌を爪弾いていた。富岡によれば、京都で遊んでいたときに覚えたものであるという。
NHKの邦楽番組を好んで観ており、乾燥したステージの中で良い演奏をしているプロの技量に感嘆する場面もあったという。同番組に出演していた三浦布美子のファンでもあったといい、中野は番組のある日は絶対に残業にならなかったと証言している。

新し物好き
新し物好きでも知られ、カメラは8ミリから16ミリ・ポラロイド。また、ステレオ、洗濯機など新製品が出るとすぐに買い揃えた。テレビに至っては新商品が出る度に買い、自宅に常に6台ほど揃えていた。また、これらを分解・再組み立てするのが趣味だった。基本的に機械いじりが大好きだった。
飛行機や機関車のミニチュアなどは、自らも制作に加わるほどであり、機関車マニアでもある脚本家の関沢新一とは、新作映画が企画されるごとに、今度はどんな列車のミニチュアを出すかの話題で互いに盛り上がっていた。孫の円谷一夫は子供のころ、怒られたことがなかったが、零戦の模型の組み立てを途中で放り出した時だけは大声で怒鳴られたという。
ミニチュアの動力用に電動モーターを買い集めており、伊福部昭は『ゴジラ』の際に自宅を訪ねた際に、部屋に数十個のモーターがあるのを見て驚いたと語っている。円谷は伊福部に「モーターで一番動力の強いのはジューサーミキサーのモーターだ」と説明したという。

標準語コンプレックス
福島県出身の円谷はズーズー弁であったといい、スクリプターの鈴木桂子は入ったばかりのころは円谷が何を言っているかわからなかったという。円谷自身も訛りを気にしていたといい、自身の声を吹き込んだテープを聞いて「なるほど、わかりにくいな」と述べたこともあった。
このせいか、標準語を話す人物に対して嫌悪感を示すこともあり、地方出身者には安堵感を得ていたという。

### スタッフとの関わり
初の本格的な特撮怪獣映画である第1作の『ゴジラ』の制作に当たっては、まず現場のスタッフ集めから始めなければならなかった。そして、急遽集まったスタッフは、ほとんどが特撮どころか撮影すら未経験の20歳そこそこの若者たちだった。円谷はひとりひとりの名前も覚えておらず、「あいつ誰なんだ」と聞きながら指示しなければならなかった。カメラマンを務めた有川貞昌は、玄人が円谷1人であったからこそ、全員が指示された内容を疑うことなくがむしゃらにやった結果、筋の通った1つの仕事になったと述懐している。
仕事に関しては非常に厳しかったが、大抵はにこやかで、若いスタッフたちが一所懸命セッティングをしている後ろで、面白そうににやにやして眺めているような姿がよく見られたという。ただ、機材の扱いや、予算と直結しているタイアップ会社のミニチュアのネオンサインの作りが悪かった時や、また、「カット」がかかった後もカメラが回っている時などには怒鳴ることがよくあった。美術の井上泰幸は、『サラリーマン出世太閤記 課長一番槍』のミニチュア撮影で1/20スケールで統一して設計されていたミニチュアを模型制作がバラバラのサイズで作ってしまい、円谷が烈火のごとく怒っていたと証言している。また、美術スタッフが何のミニチュアを作るか話し合って盛り上がっていたところ、円谷から「お前たちが楽しんでどうするんだ。映画ってのはお客さんを楽しませるためのもんだぞ」と嗜められたこともあったという。
特撮の現場は未知の分野であり、撮り直しがきかず、また、若いスタッフが多く、人命に関わるような危険を伴っていたこともあって、現場の重圧感、緊張感は並大抵ではなかった。中島春雄によればそうした中、円谷はスタッフが準備している横で、「よく口を開けて居眠りをしていた」という。が、それはあくまで狸寝入りであり、そうした格好をしていても、常に現場の隅々まで目を凝らしていて、スタッフは気が抜けなかった。富岡は、円谷に質問をしようと思っても起こして怒られるのを恐れて聞けなかったと証言している。特撮でピアノ線が写ってしまったようなときには、高野宏一や有川らキャメラマンに「後で俺に釜飯おごれ」と言うのが恒例で、これらのカットは弟子たちに「釜飯カット」と呼ばれたという。また、常に仕事の姿勢として前を向いており、若いスタッフに対して、過去の仕事の話をすることは一切なかった。
有川によれば、円谷が語っていた「プロとアマチュアの違い」は、アマチュアは何枚も撮った写真の中から良いものを選ぶが、プロは何を撮ってもそれ一枚が商品にならなければならないというものであり、有川がやり直しを申し出ても認められず「君の腕がそこまでだってことはわかっている」とたしなめられたという。
反面、「仕事を離れると本当にジェントルマン」（中島春雄談）であった。仕事が終われば、スタッフを引き連れ、酒を飲みに行くことも多かった。もちろん、円谷のおごりである。前述の「釜飯」のエピソードにしても、実際に釜飯をおごらせるということはなく、こういう酒宴の口実だったそうである。身なりにも無頓着で、後段のエピソードにあるように茶目っ気たっぷりな好々爺であった。実相寺昭雄は仕事でスタッフと円谷の自宅を訪問する度に鰻を御馳走され、「僕はカレーライスで充分なんだ」とニコニコしていた姿を印象深いものとして述懐している。こうした親分肌の人柄から、有川ら門下生は円谷を「オヤジ」と呼んで慕っている。特に有川とは、円谷が有川の自宅の保証人になったり、有川が円谷家の親子喧嘩の仲裁に入ったりするなど、公私に渡り関係が深かった。円谷が亡くなると、有川や中島など、やりがいをなくして現場から離れたスタッフは多い。
円谷は現場ではあまり口出ししなかった。怪獣の立ち回りは中島春雄が一任されていた。反面、造形的な要求はかなり細かく、『キングコング対ゴジラ』でのゴジラの顔の作りには数度にわたり指示を出している。キングギドラのデザイン検討では、神社の狛犬を3時間にわたって熱心に観察し、東宝初の本格的宇宙怪獣の顔に、東洋の龍の意匠を盛り込んだ。美術スタッフの井上泰幸は、『地球防衛軍』で「人工衛星の上部を本体と逆回転させて欲しい」という円谷のイメージ面での要求に苦労し、かなり反発したと述懐している。
一方、現場でいきなりアイディアを出すことも多く、「口を開けて居眠り」していたかと思えば、がばっと起き上がって指示を出すこともしばしばで、現場スタッフもこれに臨機応変に対応していた。『フランケンシュタインの怪獣 サンダ対ガイラ』で、作画合成の光線が当たった森の樹木が、火薬の発火によって水平に切断されていくシーンなども、本番前に円谷が思いついたものである。
特撮の現場は、徹夜が続いたり現場で仮眠をとることも多く、円谷も椅子の上で居眠りをしていることが多かったというが、誰も円谷に対して文句を言うことはなかった。中野によれば、「春ちゃん（中島春雄）と親父（円谷）は寝たら起こすな」というのが助監督の共通認識であったという。一方で、居眠りをしながらもスタッフの会話には聞き耳を立てていたといい、皆が気を遣って離れた場所で喋っていても円谷は徐々に椅子を寄せて、会話の中に出た冗談をアイデアとして採用するなどしていた。また、直前まで寝ていても本番になったらパッと起きて仕事をこなしていたという。
1943年に袂を分かって松竹へ移籍した川上景司を、20年を経て後の円谷特技プロ設立の際に何の遺恨もなく迎え入れた度量の広さは、業界でも語り草だったという。円谷プロ設立以前にも、円谷は『モスラ』（1961年）の見学に川上を招いている。『ウルトラマン』制作時、円谷特技プロ内で『ウルトラマン』よりも、旧知の仲でもあるうしおそうじが設立したピープロ制作の『マグマ大使』の心配ばかりしていたそうで、実際に撮影現場を訪れたこともよくあったという。また、他社作品である『大怪獣ガメラ』（大映、1965年）や『大巨獣ガッパ』（日活、1967年）などの作品には、請われる形で円谷組のスタッフが多数参加しているが、全て黙認していた。中島春雄は「ふつうは怒るよね。ほんとオヤジさんは懐が深いよ」とコメントしている。築地米三郎によると、大映の戦記映画『あゝ零戦』（1965年）では、東宝特美課の零戦のミニチュアを円谷から個人的に貸し出してもらったという。
数々の特撮作品で組んだ本多猪四郎との息の合いは伝説的であり、ほとんど「あれ」「それ」といった言葉で演出意図を通じ合わせていたという。
特殊美術の入江義夫によれば、ミニチュアの縮尺は円谷が決めていたが、尺貫法で指示するためメートル法に直さなければならなかったという。
合成を担当した飯塚定雄によれば、円谷からの発注は「感じを作れ」という一言のみで、飯塚は自身の経験の引き出しから何を使うか考える必要があったと語っている。また、円谷は仕上がったものに注文をつけることが多く、飯塚は円谷から直接褒められることは一度もなかったという。
美術の鈴木儀雄は、多摩美術学校の同級生で円谷の甥であった円谷良夫を介して直接東宝撮影所の円谷の元を訪れアルバイトとして『ゴジラ』に参加したが、円谷は初対面でもフランクに話すことができ優しかったといい、学費のためにアルバイトを探していると告げたところ技術職として雇ってもらえ、円谷の配慮がありがたかったと述べている。
編集の石井清子は、編集助手を務めた映画『宇宙大戦争』で石井のミスで1カットダビングできず、円谷英二に怒鳴られ、周囲からも冷ややかな目で見られたことが合った。しかし、実際には石井の担当した箇所ではなかったが石井は言い訳をせず、後に円谷から詫びとして芝居の券をもらったという。中野は、シャイな円谷の唯一の謝り方だったのだろうと評している。
円谷の死去する直前に、中野は仕事の帰りにスタッフを引き連れて伊豆で療養中の円谷のもとを訪れ、スタッフの多くはこれが最後の対面となり、中野はなんとなく予感していたというが、一方で円谷の仕事を引き継いだ自身が訪れたことは円谷に対して良いことであったのか酷なことであったのか省みる部分もあったという。

### 他監督との関わり
黒澤明との関係
円谷粲によれば、当時の日本映画界を代表する二大巨匠として、黒澤明とは少なからず意識し合う仲であり、互いの作品の試写は両人とも必ず観ていたという。両者の作品に出演している中島春雄も、黒澤は特撮が好きでダビングやアフレコを度々覗いていたと証言している。1作目の『ゴジラ』で、黒澤から「今度のあれはなかなか良かったよ」と声をかけられた際は、上機嫌でこのことを家人に話していたといい、黒澤が『椿三十郎』を撮ったころには、「あいつはいいよなあ。あんなにフィルムを使えるのはあいつくらいのもんだもんな」と羨ましがっていたという。黒澤は『空の大怪獣 ラドン』では「特撮映画にも季節感が必要だ」などと進言、田中友幸は得るところ大きかったと語っている。
有川によれば、円谷は『七人の侍』の公開当時に妥協せずに作品を制作できる黒澤を羨ましがっていたという。
一方で、両組のスタッフ間では照明の取り合いや俳優の引き抜きなどのいざこざもあり、「天皇」と称される黒澤に対し「こっちは（特撮の）神様だ」と返すスタッフもいた。
松林宗恵との関係
松林宗恵とは、互いに「円谷の爺っちゃん」「和尚」と愛称で呼びあう仲であった。

## 作品歴

### 教材映画
下記の作品は動画、線画が主体である。「教材映画」のほとんどは、敗戦直後にGHQを怖れて焼却され、現存するものはわずかである。
- 国防と防火（1939年、東宝）
- 農民と生活（1939年、東宝）
- 鉄道と信号（1939年、東宝）[注釈 24]
- 飛行理論（1939年 - 1940年、東宝） - 演出・脚本を担当。[注釈 25]
- 飛行機は何故飛ぶか（1939年、東宝） - 脚本・演出を担当[注釈 26]
- グライダー（1939年、東宝） - 演出・脚本
- 九九式軽機関銃（1939年、東宝）[注釈 27]
- 水平爆撃理論編（1940年、東宝）[注釈 28]
- 皇道日本（1940年、東京国策映画） - 撮影・編集を担当。
- 水平爆撃実践編（1940年、東宝） - 「水平爆撃理論編」の第二部。
- 浜松重爆撃機（1941年、東宝）

### 戦争映画
- 海軍爆撃隊（1940年、東宝）
- 燃ゆる大空（1940年、東宝）
- 南海の花束（1942年、東宝）
- 翼の凱歌（1942年、東宝）
- ハワイ・マレー沖海戦（1942年、東宝）[注釈 29]
- 加藤隼戦闘隊（1944年、東宝）
- 雷撃隊出動（1944年、東宝）
- 太平洋の鷲（1953年、東宝）
- さらばラバウル（1954年、東宝）
- 潜水艦イ-57降伏せず（1959年、東宝）
- ハワイ・ミッドウェイ大海空戦 太平洋の嵐（1960年、東宝）[注釈 30]
- 紅の海（1961年、東宝）
- 紅の空（1962年、東宝）
- 太平洋の翼（1963年、東宝）
- 青島要塞爆撃命令（1963年、東宝）
- 太平洋奇跡の作戦 キスカ（1965年、東宝）
- 勇者のみ（1965年、東京映画・シナトラエンタープライズ）
- ゼロ・ファイター 大空戦（1966年、東宝）
- 連合艦隊司令長官 山本五十六（1968年、東宝）
- 日本海大海戦（1969年、東宝）[注釈 31]

### SF映画
- 透明人間現わる（1949年、大映京都）
- 虹男（1949年、大映）
- 透明人間（1954年、東宝）
- 地球防衛軍（1957年、東宝）
- 変身人間シリーズ（東宝）
  - 美女と液体人間（1958年）
  - 電送人間（1960年）
  - ガス人間第一号（1960年）
  - マタンゴ（1963年）[注釈 32]
- 宇宙大戦争（1959年、東宝）
- 世界大戦争（1961年、東宝）
- 妖星ゴラス（1962年、東宝）[注釈 33]
- 海底軍艦（1963年、東宝）
- 緯度0大作戦（1969年、東宝・ドン＝シャーププロ）

### 怪獣映画
1954年公開のシリーズ第1作『ゴジラ』でのクレジットは「特殊技術 圓谷英二」。『ゴジラの逆襲』で初めて「特技監督 円谷英二」としてクレジットされた。
ゴジラ映画では、第7作の『ゴジラ・エビラ・モスラ 南海の大決闘』（1966年）まで特技担当するが、この作品では、実質的に弟子の有川貞昌が特技監督を任じている。次回作である第8作の『怪獣島の決戦 ゴジラの息子』（1967年）からは監修に回り、特技監督を正式に有川にバトンタッチした。
有川によると、この「特技監修」とは、「絵コンテ作成とフィルム編集以外を任される」ということである。「円谷特技プロ」においても、フィルム編集は円谷自身が立ち会っている。
『ゴジラ・ミニラ・ガバラ オール怪獣大進撃』、『ゲゾラ・ガニメ・カメーバ 決戦!南海の大怪獣』の2作に円谷は一切関わっておらず、スタッフの円谷に対する敬意として名義を使用したものである。
※全て東宝配給作品。
- ゴジラシリーズ
  - ゴジラ（1954年）[5]
  - ゴジラの逆襲（1955年）[5]
  - キングコング対ゴジラ（1962年）
  - モスラ対ゴジラ（1964年）
  - 三大怪獣 地球最大の決戦（1964年）
  - 怪獣大戦争（1965年）
  - ゴジラ・エビラ・モスラ 南海の大決闘（1966年）
  - 怪獣島の決戦 ゴジラの息子（1967年） - 特技監修
  - 怪獣総進撃（1968年） - 特技監修
  - ゴジラ・ミニラ・ガバラ オール怪獣大進撃（1969年） - 監修（名義のみ）
- 獣人雪男（1955年）
- 空の大怪獣 ラドン（1956年）
- 大怪獣バラン（1958年）
- モスラ（1961年）[注釈 34]
- 宇宙大怪獣ドゴラ（1964年）
- フランケンシュタイン対地底怪獣（1965年）
- フランケンシュタインの怪獣 サンダ対ガイラ（1966年）
- キングコングの逆襲（1967年）[5]
- ゲゾラ・ガニメ・カメーバ 決戦!南海の大怪獣（1970年） - 監修（名義のみ、ノンクレジット）

### その他の映画
- 狂つた一頁（1926年、新感覚派映画連盟、ナショナルフィルムアート、衣笠映画連盟） - 撮影補助、円谷英一名義。
- かぐや姫（1935年、JO）[注釈 35]
- 新しき土（1937年、JO・東和商事）[注釈 36]
- エノケンの孫悟空前・後篇（1940年、東宝）[注釈 37]
- 愛の世界 山猫とみの話（1943年、東宝）
- 兵六夢物語（1943年、東宝）
- 音楽大進軍（1943年、東宝）
- 勝利の日まで（1945年、東宝）
- 東京五人男（1945年、東宝）
- 民衆の敵（1946年、東宝）
- 花くらべ狸御殿（1949年、大映京都）
- 紅蓮菩薩（1949年、大映京都）
- 港へ来た男（1952年、東宝）[注釈 38]
- 飛び出した日曜日（1953年、東宝）[注釈 39]
- 私は狙われている（1953年、東宝）[注釈 40]
- アナタハン（1953年、東宝）
- 君の名は（1953年、松竹）
- 白夫人の妖恋（1956年、東宝）[注釈 41]
- 日本誕生（1959年、東宝）[注釈 42]
- 孫悟空（1959年、東宝）
- 大津波（1960年、東宝、Stratton Production）[注釈 43]
- ゲンと不動明王（1961年、東宝）
- 大坂城物語（1961年、東宝）
- 大沈清伝（1962年） - 日韓合作映画。
- 大盗賊（1963年、東宝）
- 士魂魔道 大龍巻（1964年、東宝・宝塚映画）
- 大冒険（1965年、東宝・渡辺プロ）
- 奇巌城の冒険（1966年、東宝）

### その他
- アイヌ恋歌（日本劇場、昭和33年2月15日 - 3月3日）[注釈 44]
- 春・夏・秋のおどり（日本劇場、昭和33年 - 昭和39年）[注釈 45]
- 水中バレエ 竜宮城（よみうりランド、1964年開場）[注釈 46]
- 風と共に去りぬ（帝国劇場、1966年）[注釈 47]
- ウルトラマン・ウルトラセブン モーレツ大怪獣戦（後楽園ゆうえんち、1969年）[注釈 48]
- 日本の自然と日本人の夢（日本万国博覧会、1970年）[注釈 49]

### テレビ作品
- ウルトラシリーズ（TBS・円谷特技プロ） - 監修
  - ウルトラQ（1966年）
  - ウルトラマン（1966年）
  - ウルトラセブン（1967年）
- 快獣ブースカ（1966年、日本テレビ・円谷特技プロ・東宝） - 監修
- マイティジャック（1968年、フジテレビ・円谷特技プロ） - 指導・監修
- 戦え! マイティジャック（1968年、フジテレビ・円谷プロ） - 指導・監修
- 怪奇大作戦（1968年、TBS・円谷プロ） - 監修
- 恐怖劇場アンバランス（1973年、フジテレビ・円谷プロ） - 監修[注釈 50]
- チビラくん（1970年、日本テレビ・円谷プロ） - 監修
- 独身のスキャット（1970年、TBS・円谷プロ） - 監修

## 著作
- 『定本 円谷英二随筆評論集成』竹内博編、ワイズ出版、2010年

## 円谷英二を題材とした作品
『現代の主役 ウルトラQのおやじ』（TBS、1966年）
実相寺昭雄が演出したドキュメンタリー番組。M1号とラゴンが円谷の元を訪問し、インタビューするという内容である。『フランケンシュタインの怪獣 サンダ対ガイラ』の特撮を演出中の円谷など、貴重な映像が見られる。
『ジュニア文化シリーズ ゴジラ誕生 人間の記録 円谷英二』（NHK教育、1980年）
没後10年を迎え、円谷皐、高野宏一、中野昭慶らが往時を振り返る。
鈴木聡司『小説 円谷英二 天に向かって翔たけ』上・下（新風舎、2003年）
上 ISBN 4797420707、下 ISBN 4797420715
『夢宙人（むちゅうじん）ゴジラを造った男 -円谷英二-』（漫画）
原作：市川森一 / 作画：幸野武史
『週刊漫画サンデー』2006年35号から2007年5号まで連載。
『先人たちの底力 知恵泉 制約を最大効果に変えろ! 〜円谷英二 前編・後篇〜』（NHK Eテレ、2014年4月15日・22日）
- 『ゴジラ生誕60年 日本の特撮驚異の技』（2014年8月10日、NHK BSプレミアム）
- 『熱中スタジアム』"ウルトラ怪獣" 特集! （2011年10月10日・17日、NHKBS）

## 円谷英二を演じた俳優
テレビドラマ
- 西村晃 - ウルトラマンをつくった男たち 星の林に月の舟
- 鈴木清順 - 私が愛したウルトラセブン
- 滝田裕介 - ウルトラマンティガ
- 綾田俊樹 - ふたりのウルトラマン

テレビ番組
- 佐野史郎 - ニッポン人が好きな100人の偉人
- 毒蝮三太夫 - おしゃべり人物伝
- 徳光和夫 - 円谷英二〜大空を愛したウルトラマン〜